# Joseph Bologne de Saint-George
Chevalier Saint-George
Pour les articles homonymes, voir Saint-Georges, Chevalier de Saint-George et Bologne (homonymie).
Joseph Bologne de Saint-George, plus connu sous les pseudonymes de « Chevalier de Saint-George » ou « Saint-George »,, né en 1739 à l'Habitation-Sucrerie Clairefontaine, à Baillif, près de Basse-Terre (Guadeloupe) et mort le 9 juin 1799 à Paris, est un compositeur, escrimeur et musicien français sous les règnes de Louis XV et Louis XVI.
Homme de couleur, il poursuit une carrière artistique et sportive relativement exceptionnelle dans la société de cour du siècle des Lumières, pourtant sujette à bien des préjugés sur l'appartenance sociale et la couleur de peau. Il participe à la Révolution française et prend le commandement de la légion franche des Américains. Incarcéré pendant la Terreur pour être l'un des acteurs de l'affaire Dumouriez, il recouvre la liberté après le 9 Thermidor 1794.
Sa participation aux opérations de maintien de l'ordre durant les troubles de Saint-Domingue semble incertaine. Lorsqu'il meurt à Paris le 10 juin 1799, il est rendu à une vie civile depuis plusieurs années déjà. Aucun de ses talents n'a été oublié au cours des siècles passés.

## Biographie

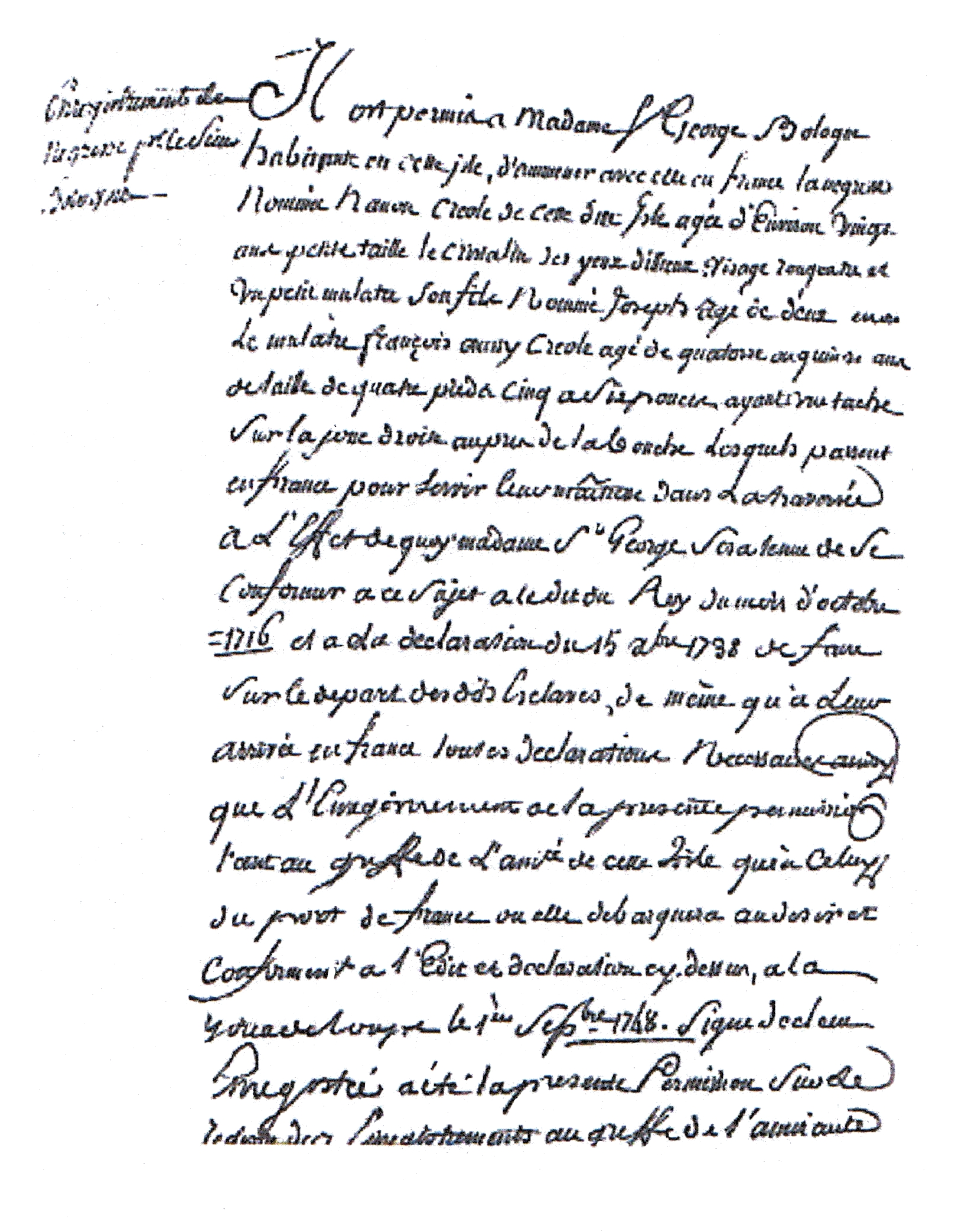
Permission de l'Amirauté de Guadeloupe donnée à Madame Saint-George Bologne d'amener Joseph et Nanon en France, 1 septembre 1748.

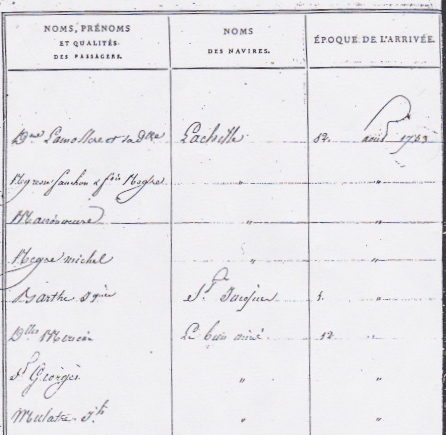
État nominatif des passagers débarqués des colonies, 1753.

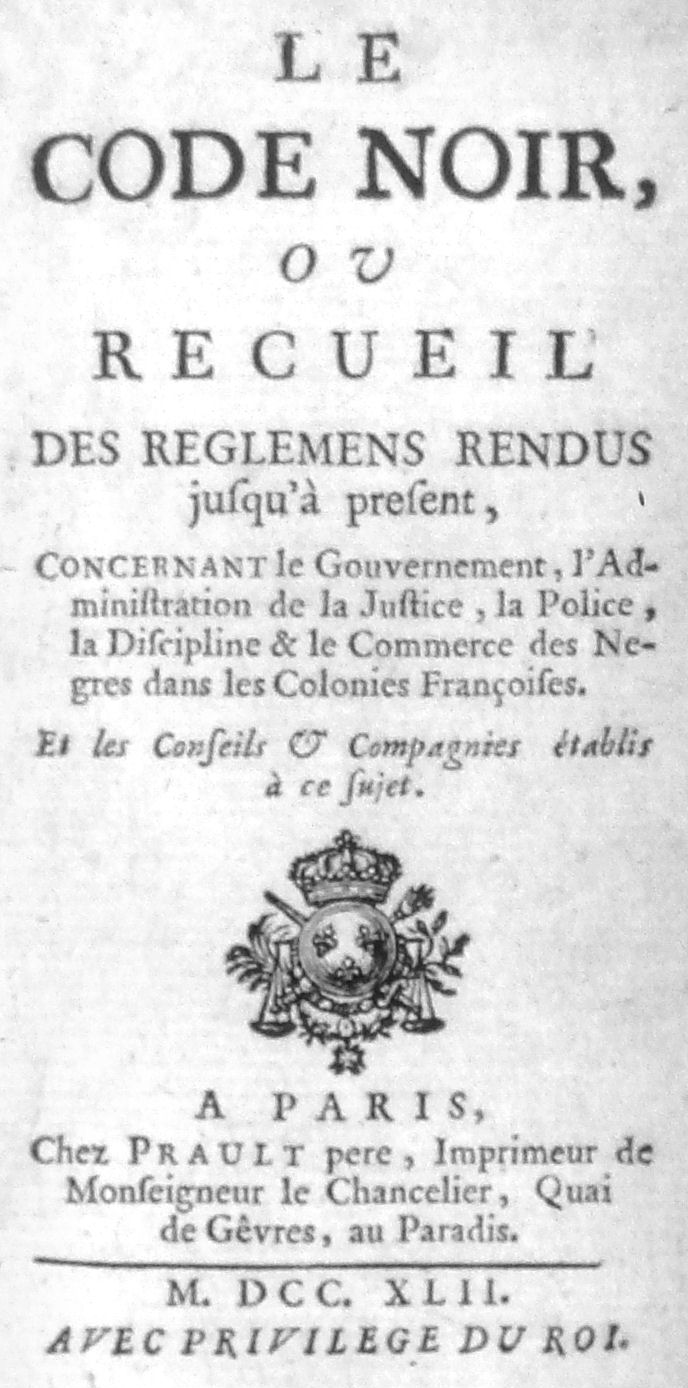

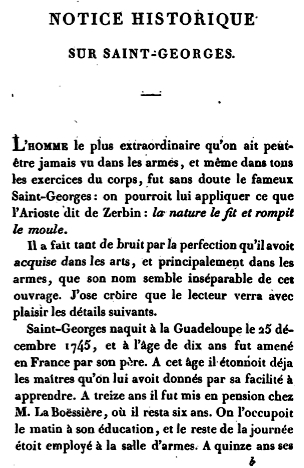
Notice historique sur Saint-George.

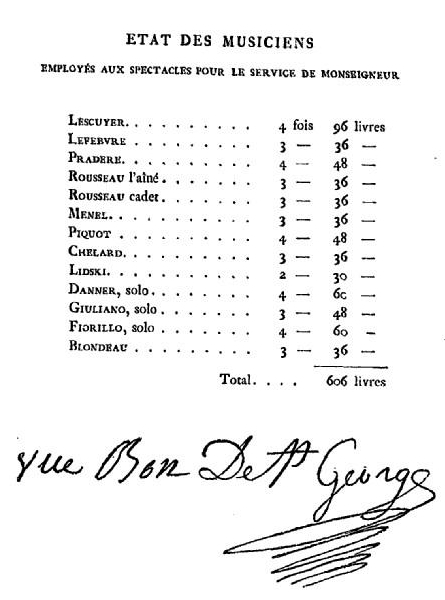
Signature de Saint-George
surintendant de la musique de
Louis Philippe duc d'Orléans, (1725–1785),.

Le lieu de naissance de Saint-George n'est pas attesté par une source écrite. Les déductions des historiens et généalogistes penchent pour une naissance à la Guadeloupe plutôt qu'à la Martinique ou à Saint-Domingue. La tendance prédominante s'accorde à penser que Joseph Bologne de Saint-George serait né en Guadeloupe, en 1745, sur le site de la sucrerie de Clairefontaine. Il est le fils du colon et nobliau Georges Bologne, qui achètera une charge de Gentilhomme ordinaire de la chambre du roi en 1757, et d'une esclave nommée Nanon. Georges Bologne reconnaît officiellement son fils et l'installe en France, souhaitant lui offrir la meilleure des éducations et le rendre digne de la haute aristocratie française. Le pseudonyme adopté par celui-ci fait manifestement référence au prénom de son père.
Le personnage, homme des Lumières, dont il est question ici a un état civil des plus complexes, du fait qu'il est né esclave, au milieu du XVIIIe siècle, dans l'île de la Guadeloupe, appartenant alors à l'empire colonial français des Amériques et que l'esclave n'a pas de patronyme, qu'il n'a de passé ni individuel ni collectif à l'époque de Saint-George, qu'il ne détient aucun patrimoine ni foncier, ni financier, ni culturel – tout au plus a-t-il une famille.

### Géohistoire d'un monde atlantique
De la Hollande aux colonies françaises d'Amérique, en passant par le Brésil, la France, y compris la Guadeloupe et la Martinique, l'Autriche, l'Angleterre, la Belgique, la cartographie du monde saint-georgien recouvre une partie importante des empires coloniaux dans le second XVIIIe siècle européen. Les connaissances accumulées au cours de ses voyages pourraient expliquer l'aisance avec laquelle Saint-George traverse les territoires géographiques, les cultures et les civilisations.

#### Résurgences des Nouveaux Mondes en France
Les gens de couleur sont toujours en quête de meilleures conditions d'existence et investissent les secteurs de la société qui faciliteront leur ascension sociale tout en garantissant leur sécurité. Les métiers des armes, l'armée présentent alors des opportunités. L'art, au service des princes, des nobles ou des riches bourgeois aussi. Or, c'est en migrant vers le centre de l'empire, vers les métropoles, que l'aspirant peut atteindre l'excellence. Ainsi, les gens de couleur arrivent sur la terre de France et sont affranchis par le pouvoir du sol du royaume de libérer de la servitude. Cette progression démographique n'est pas sans inquiéter les populations de la France européenne et la monarchie.

« […] tel était l'esprit de désordre du XVIIIe siècle, qu'on avait mis plus d'un mulâtre en grand honneur, et la fortune du chevalier de Saint-George, sa renommée si bruyante, montrait quel pas on avait fait pour l'abolition de ce qu'on appelait un préjugé ! »

— Jean-Baptiste Honoré Raymond Capefigue, 1843.
Le 10 mai 1762, Guillaume Poncet de La Grave, procureur du Roi à l’Amirauté de Paris, recommande au roi de faire un recensement de tous les hommes et femmes de couleur vivant sur le sol français, hors les colonies. Joseph est représenté par Nicolas Texier de La Boëssière, son maître d’armes et père spirituel. Anne, dite Nanon, mère de Joseph, domiciliée au 49 Rue Saint-André-des-Arts à partir de 1755 après avoir débarqué à Bordeaux, du navire L'Aimable Rose le 26 avril 1755,,, se présente devant cette juridiction. Gabriel Banat a retrouvé le document de son inscription. Nous pouvons y lire que Nanon est âgée de 34 ans. Elle serait donc née en 1728.

### État civil de Joseph l'Américain
Généralement nés d'une mère esclave, les gens de couleur sont eux-mêmes nés esclaves. Tel est le cas de Joseph, futur chevalier de Saint-George. Même en l'absence de tout document d'archive, le statut social de Saint-George à sa naissance est une certitude étayée par chacune de ses biographies quelle qu'en soit la taille et la valeur en tant que source historique. Il semble donc évident pour ses biographes que ses père et mère sont respectivement un colon, européen et noble, et une esclave originaire d'Afrique. Historiens, généalogistes et romanciers ont répondu diversement à cette question.
Si le jeune Joseph qui arrive à Bordeaux en 1753 avec le statut antérieur d'esclave (tout esclave qui pose le pied sur le sol français est affranchi, depuis un édit de Louis X en 1315) est bien celui qui deviendra Saint-George, nous pouvons alors affirmer que l'un de ses parents au moins était esclave selon le code noir en vigueur à l'époque de sa naissance : sa mère en l'occurrence, puisque l'histoire nous dit que son père était un colon blanc. Les biographes de Saint-George pensent volontiers que sa mère, prénommée Anne, dite Nanon, était une esclave née vers 1728 au Lamentin, en Guadeloupe. Cependant les documents établissant l’identité de Nanon sont rares et ne permettent de rien affirmer. Pierre Bardin affirme avoir retrouvé Nanon à Paris, signant le 17 juin 1778, devant notaires, son testament en faveur de son fils. Nicolas Texier de La Boëssière et un gantier, Jean François Aubry, attestent de son identité au moment de sa mort le 28 frimaire an IV, samedi 19 décembre 1795. Nanon serait Anne Dannevau, demeurant à Paris, rue des Boucheries n° 214.
On donne Georges de Bologne Saint-Georges (1711-1774) comme père de Joseph plus tard chevalier de Saint-George. Mais entre « Bologne », « Boulogne », « Boullongne », la confusion est facile. Si la filiation n'est pas évidente, les registres pour les esclaves n'ont été mis en œuvre que très tardivement, la législation et les documents de l'époque relatifs aux populations serviles sous influence notamment de lobbys colonialistes, indiquent que le port d'un nom d'une famille de blanc était interdit aux affranchis.
Les conclusions des historiens et généalogistes reposent sur des documents d'époque indiquant l'âge d'un jeune Joseph accompagné de sa mère, tous deux esclaves voyageant avec les époux Boulogne. On a retenu longtemps le 25 décembre 1745 mais une attestation enregistrée dans les archives du département de la Gironde, en date du 1er septembre 1748, indique que l'esclave Joseph, fils de Nanon, elle-même esclave, qui accompagne dame Saint-George Boulogne, est âgé de deux ans. Saint-George serait dès lors né en 1745. Ce document des archives départementales de la Gironde cité en référence permettrait de situer cette date insaisissable de la naissance de Saint-George en 1745 et de confirmer la même date donnée par Texier La Boëssière (fils).

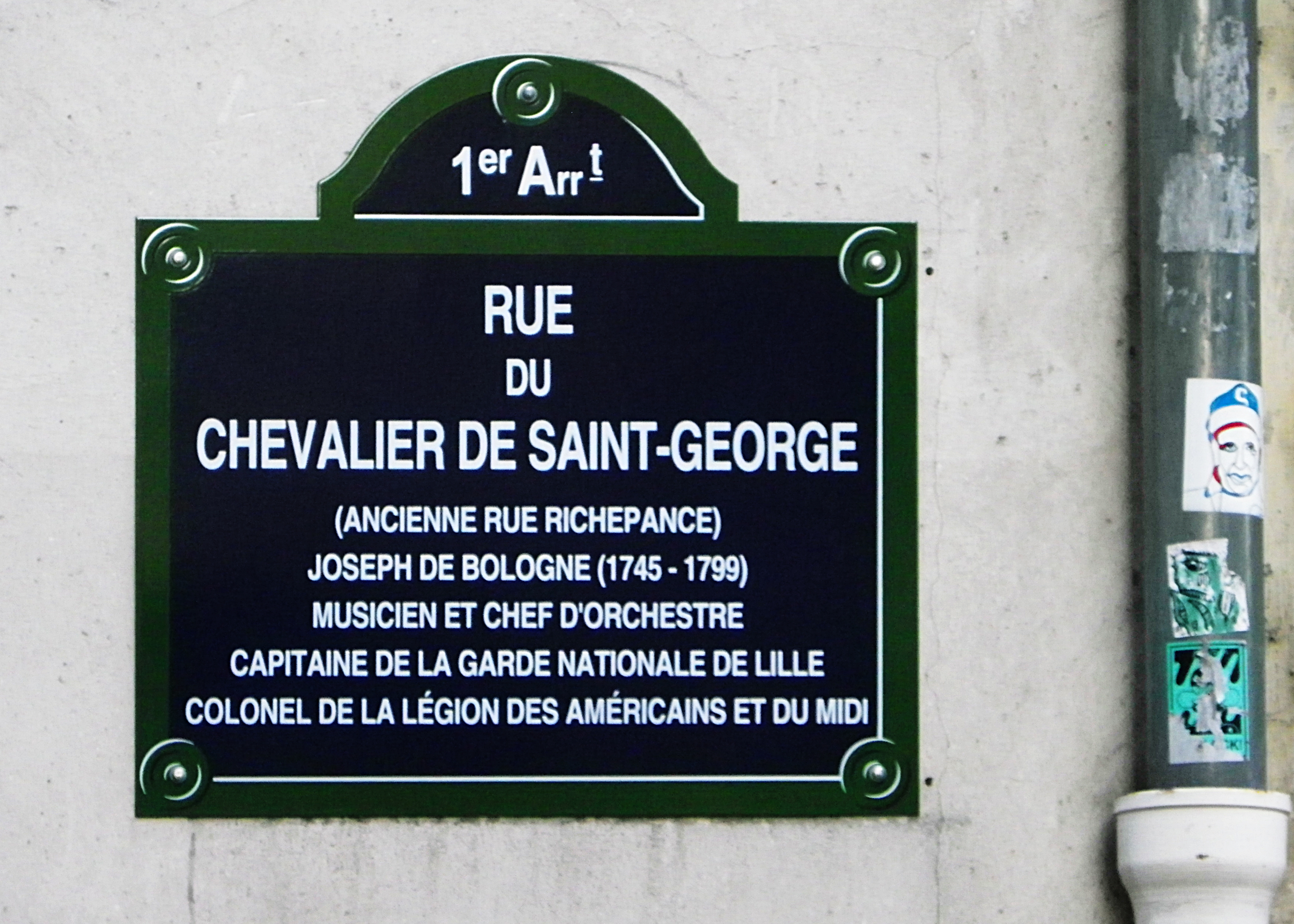
Plaque de la rue du Chevalier-de-Saint-George du côté des numéros pairs, au croisement avec la rue Saint-Honoré (2013).

La plaque de la rue du Chevalier-de-Saint-George à Paris portait 1739, la même année que Charles François Dumouriez, ministre de la Guerre, général des armées de la Première République, né le 26 janvier 1739, sous lequel Saint-George a servi à l'Armée du Nord, jusqu'en 1794. Le texte de la plaque a été modifié pour prendre acte des résultats des travaux des chercheurs en sciences humaines et sociales. Nous retiendrons que Saint-George est officiellement né le 25 décembre 1745 .
Dans ses mémoires, Alexandre Dumas dit qu’en 1780 son père, né en 1762, est âgé de 18 ans tandis que Saint-George est âgé de 48 ans. Selon Alexandre Dumas, Saint-George serait donc né en 1732. Plus près de nous, Theodore Baker, dans un ouvrage publié en 1900 dit que Saint-George est né le 25 décembre 1745 et décédé le 12 juin 1799. Tandis que l’archiviste et historienne Anne Pérotin-Dumon, dans un ouvrage paru en 2001, indique l’année 1739, sans autre précision. En 1992, Lucien-René Abénon retient 1745 pour date de naissance de Joseph Bologne. Fétis nous dit aussi que Saint-George est né le 25 décembre 1745.

« Saint-George (le chevalier de), né à la Guadeloupe, le 25 décembre 1745, était fils de M. de Boulogne, fermier général, qui l'avait eu d'une négresse. »

On ne dispose pas aujourd'hui de documents prouvant la naissance de Saint-George en un lieu précis. Les déductions des historiens et généalogistes penchent pour une naissance à la Guadeloupe plutôt qu'à la Martinique ou à Saint-Domingue. Joseph Bologne de Saint-George, Saint-George, serait né en Guadeloupe sur le site de la Sucrerie de Clairefontaine au Baillif dont on peut encore visiter les machineries et la maison de maître aujourd’hui en ruines sur un espace privé. Certains chercheurs[Qui ?] détiendraient des documents prouvant le séjour de Saint-George à Saint-Domingue où il aurait vécu une partie de son enfance. Il y serait retourné durant la Révolution française.

#### Le Père du chevalier et sa famille
Né esclave, fils d'une esclave, mais homme du meilleur monde, pas exactement noble mais habile dans l'exercice de tout ce qui est considéré comme tel, la paternité de Joseph de Bologne, fut l'enjeu de publications contradictoires dès le XIXe, et parfois même encore aujourd'hui, mais la vérité est encore incertaine aujourd'hui malgré l'article de Luc Nemeth en 2005. Les Bologne, ou Boulogne selon la prononciation de l'époque, huguenots flamands établis aux îles vers 1664, ont gardé de solides attaches dans la cité d'Angoulême. C'est dans cette ville, chez son frère Pierre, que Georges se réfugiera après son duel en Guadeloupe.
En 1747, Georges de Bologne Saint-Georges, colon, d’origine protestante néerlandaise, propriétaire de plantation à la Guadeloupe tire à l'épée avec des membres de sa famille et un voisin. Georges de Bologne Saint-Georges provoque une blessure qui entraîna la mort de la victime.
C'est par ce coup d'épée d'un père duelliste et aventureux que commencent les biographies contemporaines de Joseph[citation nécessaire]. Georges de Bologne Saint-Georges sait qu’il va être accusé d’homicide et qu’il risque la peine de mort et la confiscation de ses propriétés. En décembre 1747 il quitte précipitamment Basse-Terre pour Bordeaux. Monsieur de Saint-Georges, craignant que le bébé Joseph et sa mère Nanon soient vendus avec la plantation, a prié sa femme, de les accompagner en France. Contenu du document : « Permission [de l'Amirauté de Guadeloupe] à Madame St. Georges Bologne habitante de cette isle, d'ammener avec elle en France la negresse nommée Nanon, creole de cette dite Isle Agé d'environ vingt ans, (description de Nanon) et un petit mulattre son fils nommé Joseph, âge deux ans… » Daté à la Guadeloupe le 1er septembre, 1748, ce document atteste que Joseph, futur Chevalier de Saint-Georges, âgé de deux ans en septembre 1748, naquit en décembre 1745.
Mais, deux ans plus tard, son frère Pierre de Bologne, conseiller du Dauphin, a obtenu sa grâce et Georges de Bologne Saint-Georges peut reprendre le navire pour Basse-Terre.
D'autres personnes remarquables composent la famille putative de Saint-George :
- une demi-sœur naturelle : Élisabeth Bénédictine de Bologne de Saint-George (1740-1826) ; elle épouse le 14 février 1776 Étienne Levelu de Clairfontaine, seigneur de Boussères. Le mariage fut prononcé dans la cathédrale d'Agen en présence de Mgr de Malvin de Montazet, primat des Gaules, oncle du marié. Ils demeurent dans la propriété du marié, le château de Saint-Armand (Aiguillon, Lot-et-Garonne) ; ils sont proches du duc d'Aiguillon.
- une tante : Christine de Boulogne, vicomtesse de Thibault, épouse de Annet-Guillaume de Chambaud-Jonchère, fils de Pierre de Chambaud, établie à Servanches dans le Périgord, sœur de Georges de Boulogne de Saint-Georges[29] ;
- un oncle : Pierre de Bologne, homme politique et poète[30].

Joseph Bologne de Saint-George doit son destin fabuleux d'abord à la famille et parentèle de son père, ensuite à son maître d'armes, Monsieur de La Boëssière, et à lui-même pour le panache, le brio, l'intelligence, l'efficacité de sa conduite face au préjugé de couleur qui structurait la société-monde du XVIIIe siècle. Quand Joseph fut devenu un jeune cherchant à « faire fortune par le moyen de son talent », il rencontra François-Joseph Gossec, de treize ans son aîné, et dont Saint-George suit d'assez près la trajectoire professionnelle. Joseph avait alors trois cordes à son arc : l'escrime de La Boëssière, la musique et une carrière militaire assurée. Avec chacune il développa avec excellence toutes ses compétences.

### Les années de formation
Amené fort jeune en France, il y reçut l'éducation d'un homme du monde, et montra une aptitude extraordinaire pour les arts et pour les exercices du corps. Saint-George sera éduqué dans une famille adoptive, les La Boëssière. C'est dans cette famille qu'il vivra comme un affranchi et un homme de couleur libre. C'est en étroite relation avec leur salle d'armes qu'il développera ses talents sportifs et ses compétences professionnelles.
En 1761, à l'âge de 14 ans, il est admis dans l'un des corps de la maison militaire du Roi : les gendarmes de la garde du Roi,.

#### Saint-George chez La Boëssière
En 1749, le jeune Joseph arrive en France et commence une éducation de jeune aristocrate. À 13 ans, il est en pension chez Nicolas Texier de La Boëssière, homme de lettres et homme politique mais surtout excellent maître d’armes, qui va coordonner les études du jeune Joseph et devenir son père spirituel.

« Pendant les six années qu'il demeura chez La Boëssière, il s'occupait le matin d'études sérieuses ; et le reste de sa journée était employé à la salle d'armes. »

— Louis-Gabriel Michaud
Saint-George reçoit ainsi l’éducation d’un gentilhomme français de la seconde moitié du XVIIIe siècle.

« Tant d'avantages, un esprit vif et orné, des manières distinguées, enfin une bonté véritable, procurèrent au chevalier de Saint-George de brillans succès et une jeunesse heureuse. »

— François-Joseph Fétis
Le maître d'armes La Boëssière lui-même n'était pas peu fier des résultats de son éducation. « Racine fit Phèdre et moi j'ai fait Saint-George », nous dit-il dans la préface de son poème élégiaque La mort généreuse du Prince Léopold de Brunswick ; associant ainsi les qualités de Saint-George et du valeureux prince qui périt victime immortelle de son dévouement dans une inondation de l'Oder.

#### Saint-George et la franc-maçonnerie
Saint-George est le premier franc-maçon noir de France. L'initiation en loge commence après un choix personnel à l'âge adulte. Choix à la fois culturel et politique, déterminé par l'environnement culturel et politique du jeune homme. Il est probablement affilié à la loge des Neuf Sœurs, à Paris .

## Escrimeur

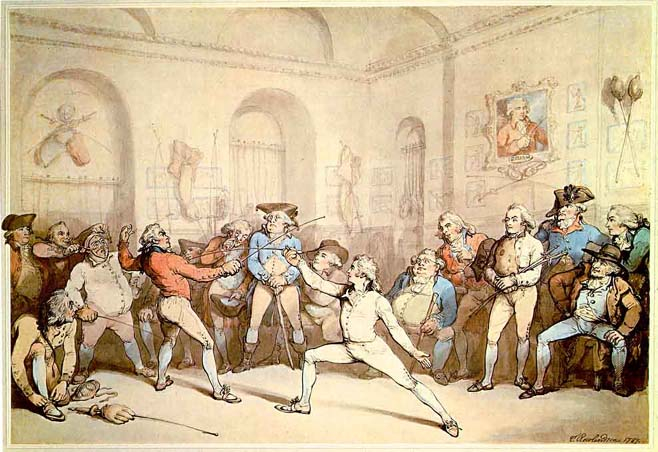
I shall conquer this par Thomas Rowlandson. Assaut d’armes à l'Académie d'armes Angelo avec le portrait de Saint-George, 1787.

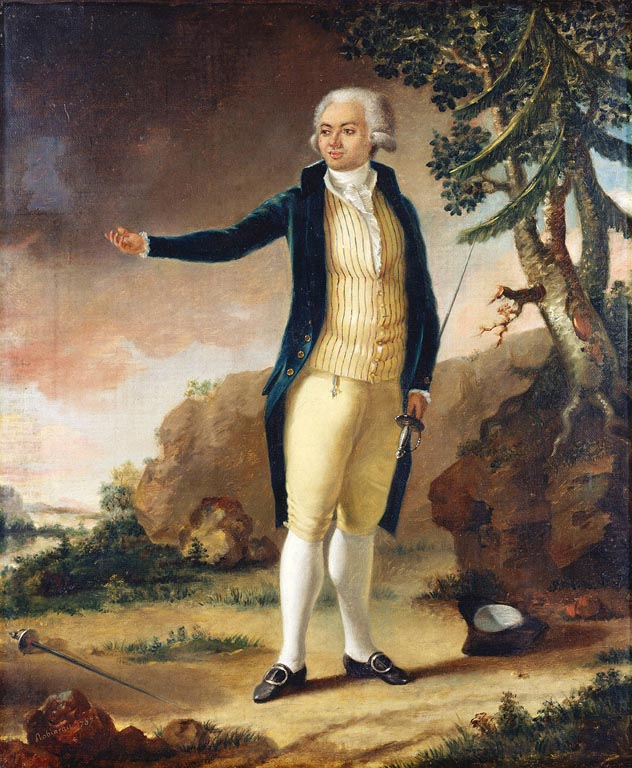
Le Chevalier de Saint-George probablement peint pour le Prince de Galles par Alexandre-Auguste Robineau, 1787.

Ses prouesses sportives font de Saint-George un modèle pour les meilleurs athlètes de cette discipline sportive. Nicolas Texier de La Boëssière était le meilleur professeur et substitut paternel que Joseph Bologne eût pu trouver sur son chemin. La Boëssière fera de son élève un fleurettiste d’exception et, dès l’âge de quinze ans, le jeune Joseph domine les plus forts tireurs. Il apparaît comme la plus fine lame de son temps, peut-être « l’homme le plus prodigieux qu’on ait vu dans les armes », dira de lui Antoine Texier La Boëssière qui, ayant été élevé avec Saint-George de vingt-et-un ans son aîné, sera son indéfectible admirateur.

« Ayant été mis en pension à l'âge de treize ans chez La Boëssière, célèbre maître d'armes, il acquit en six années une si grande habileté dans l'art de l'escrime, qu'on l'appela l'inimitable. Doué d'une force de corps et d'une agilité prodigieuses, il eut dans cet art une supériorité devenue proverbiale, et brilla également dans tous les autres exercices. Personne ne pouvait l'atteindre à la course ; dans la danse il était le modèle de la perfection ; excellent écuyer, il montait à cru les chevaux les plus difficiles et les rendait dociles ; il patinait avec une grâce parfaite, et se distinguait parmi les meilleurs nageurs de son temps. »

— François-Joseph Fétis.
On doit à Antoine Texier La Boëssière et à Henry Angelo, deux professionnels de l’escrime, quelques pages sur la personnalité de Saint-George et surtout son habileté exceptionnelle comme fleurettiste. Joseph Bologne est cité par presque tous les maîtres d’armes des XIXe et XXe siècles, auteurs de traités ou de livres sur l’histoire de l’escrime. Notons cependant que les exercices du corps ne sont pas encore des disciplines sportives. Au cours de la seconde moitié du XVIIIe siècle, Saint-George et son époque créent le sport tel qu’il est connu aujourd'hui.

### Assauts célèbres

#### Assaut contre Faldoni
Le 8 septembre 1766, Joseph, jeune champion, rencontre Gian Giuseppe Faldoni, son alter-ego italien.
2007 : L'un des premiers duels de Saint-George, le pendant de celui contre le chevalier d'Éon, qui assoit sa renommée de meilleur escrimeur, non pas invincible, mais en duel amical,.

#### Saint-George et la D'Éon

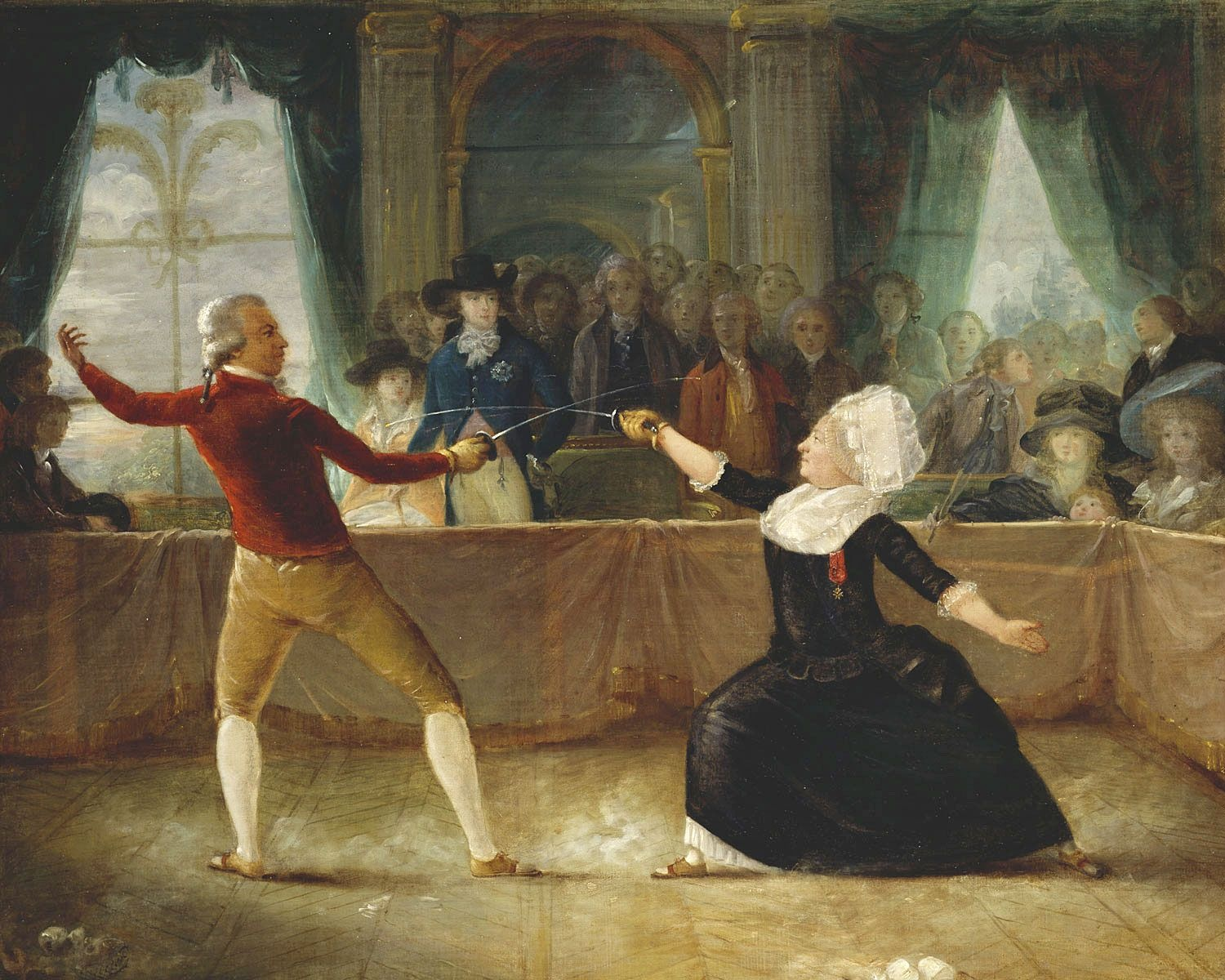
Alexandre-Auguste Robineau.- Assaut d'armes à Carlton House entre les chevaliers Saint George et d'Éon, 9 avril 1787.

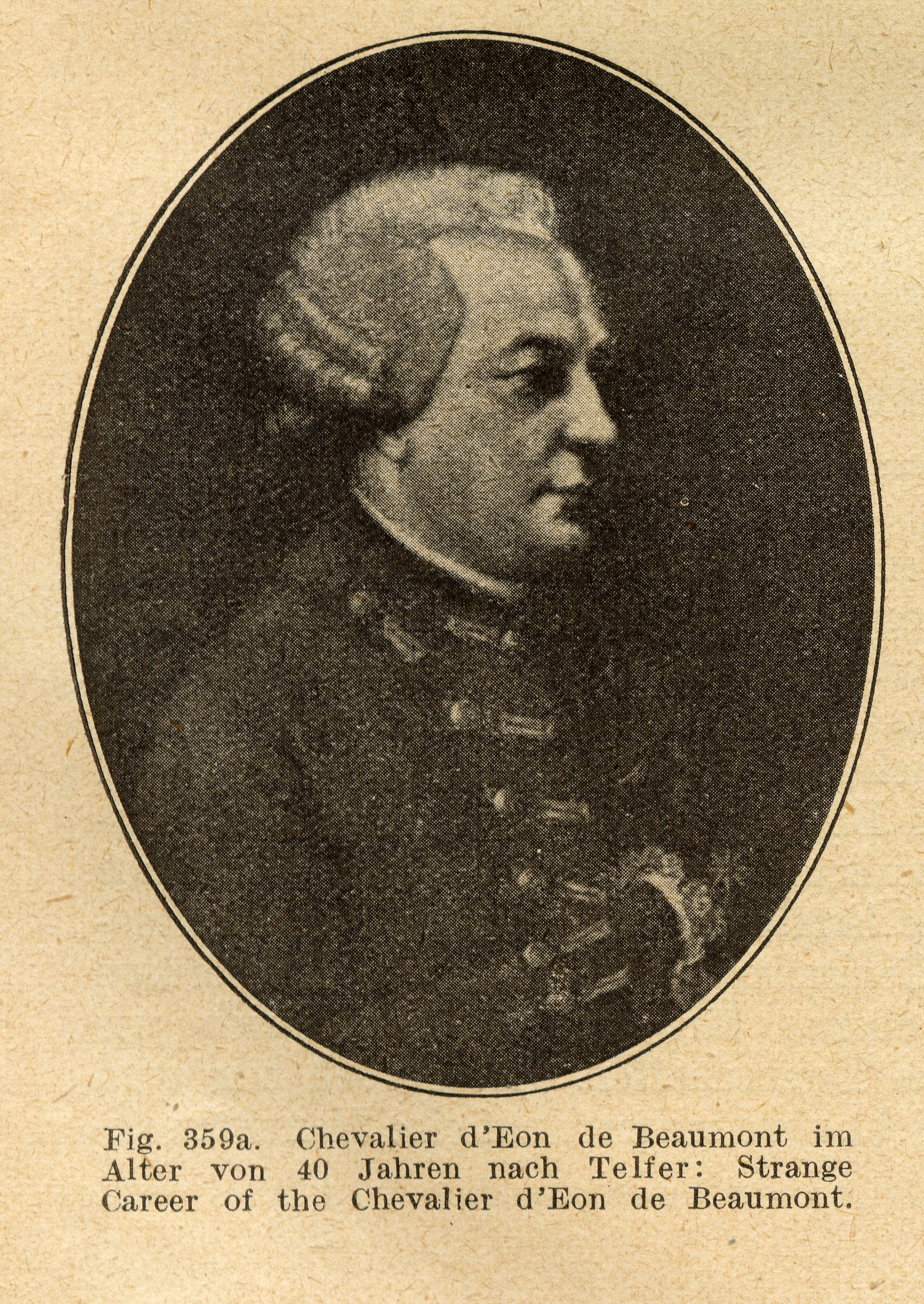
Albert Moll.- Charles d'Éon de Beaumont, 1728–1810.

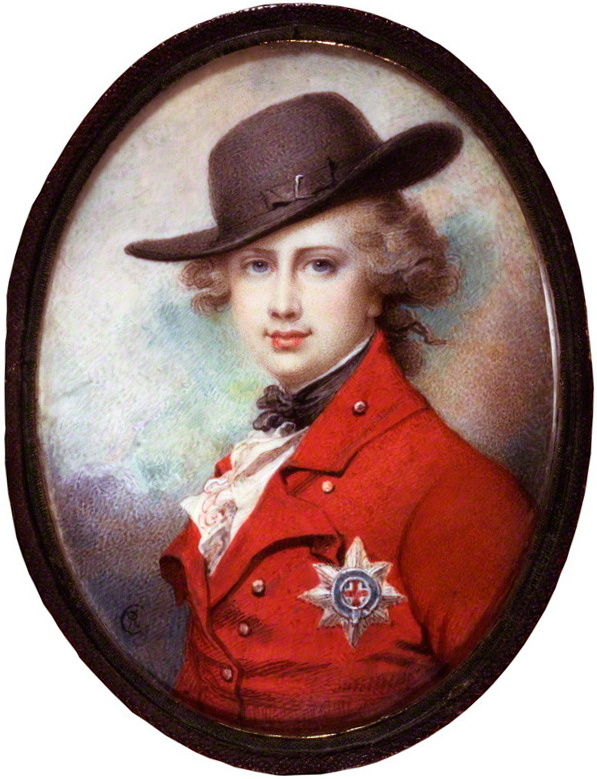
Richard Cosway.- Le futur George IV, jeune, vers 1780–82.

Le chevalier d'Éon avait plaisir à rencontrer le chevalier de Saint-George : le chevalier d'Éon « allait ainsi faire assaut d'armes, en public, hélas ! de pair à confrère avec un prévôt de salle appelé St.-Georges !… » (Renée-Caroline-Victoire de Froulay). Le prévôt d'une salle d'escrime est le second d'un maître d'armes principal, celui qui professe sous le maître d'escrime – en l'occurrence Nicolas Texier de La Boëssière – et donne les leçons d'escrime.
Toutefois, la rencontre publique entre les chevaliers d'Éon et Saint-George revêtit une dimension européenne qui marque une rupture historique, un changement sociétal. Elle eut lieu à la demande expresse du prince de Galles, Georges Auguste de Hanovre, dont on murmure qu'il était le fils de la d'Éon.

« Le prince aimait alors à l'opposer aux plus vaillants hommes d'armes. À sa prière, la chevalière d'Éon consentit à soutenir, sous ses habits de femme, contre le fameux Saint-Georges, un assaut dont les gravures anglaises ont conservé le souvenir […].
À la fin du combat, quand la face du chevalier d'Éon, enflammée par l'ardeur de la lutte, s'illumina des éclairs du triomphe, aux applaudissements du prince royal penché sur sa tribune, il y eut un moment où l'assemblée entière fut frappée d'une sorte de ressemblance spontanée qui s'était produite aux yeux et comme révélée entre le jeune homme et la vieille guerrière ! »

— Charles d'Éon de Beaumont, Frédéric Gaillardet.
« Cet assaut devenu historique, qui eut lieu à Londres le 9 avril 1787 dans Carlton-House », devant un parterre choisi présidé par le Prince de Galles Georges Auguste de Hanovre, futur George IV du Royaume-Uni, laisse des traces picturales non seulement dans les gravures anglaises mais aussi dans les collections de la Couronne d'Angleterre. Le tableau de Alexandre-Auguste Robineau The fencing-match between the Chevalier de Saint-George and the Chevalier d'Éon fut réalisé, semble-t-il, à la demande du prince de Galles. La rencontre immortalisée fut à la fois une courtoisie entre personnes de même situation sociale, de même titre et de même fonction, appartenant au même corps social.

« Tout ce que l'Angleterre possédait de grands noms et de belles dames y assista. Le prince de Galles présidait. »

— Charles d'Éon de Beaumont, Frédéric Gaillardet.
Ce fut, en dépit des mondanités et de la révérence à un prince, un exploit sportif entre deux escrimeurs habitués à tirer ensemble dans la même salle, un athlète portant une blessure à la cheville et une vieille guerrière.

« Sept fois Saint-Georges fut atteint par sa rivale, malgré la gêne que devait causer à celle-ci ses vêtements de femme. »

— Charles d'Éon de Beaumont, Frédéric Gaillardet.
Et un événement sociétal illustrant une évolution historique d'ampleur mondiale, abolissant les frontières sociales entre genres mais aussi entre les races construites depuis 1492, aussi bien dans le sens de groupes de personnes de même lignée, socle de la hiérarchie sociale durant l'Ancien Régime, que de castes définies par le préjugé de l'épiderme et en fonction du statut d'esclave.
Après nous avoir informé que Saint-George était prévôt à la salle d'armes de La Boëssière et qu'il tirait régulièrement avec le chevalier d'Éon, la marquise de Créquy exprime son indignation sur ce qu'elle nomme « prostitution » et qui porte atteinte à « l'honneur militaire et national » par la fréquentation d'un être inférieur :

« C'était grand deuil et grand pitié, mon Enfant, de voir un gentilhomme français, un chevalier de l'ordre de St.-Louis, un vieillard employé pour la couronne et connu de l'étranger, qui spadassinait comme sur un théâtre et contre un mulâtre ; avec un histrion d'escrime, un gagiste de manège, un protégé de Mlle de Montesson ! »

— Renée-Caroline-Victoire de Froulay.
Saint-George agressé
Lorsque le 22 avril 1779, vers minuit, Saint-George est agressé dans les rues de Paris alors qu’il rentre chez lui en compagnie de l’un de ses amis, des esprits malveillants avancent que cette expédition punitive a été décidée par les services secrets du monarque. Il est intéressant de savoir que cette agression est rapportée différemment par plusieurs mémorialistes de l’époque et ultérieurement par les biographes du chevalier, exemples parmi bien d’autres de la fragilité des témoignages, fussent-ils écrits par des contemporains.
Un des trente-six volumes de ses Mémoires secrets mentionne que l’agression a eu lieu dans la nuit du 1er mai 1779. Cette date est erronée et, de plus, il rapporte que Saint-George a été assailli par six hommes. Lui et son ami se seraient vaillamment défendus et ont été providentiellement sauvés par le guet et ses hommes en armes.

« 1er mai 1779. M. de Saint George est un mulâtre, c'est-à-dire fils d'une négresse […] Dernièrement, dans la nuit, il a été assailli par six hommes, il étoit avec un de ses amis, ils se sont défendus de leur mieux contre des bâtons dont les quidams vouloient les assommer ; on parle même d'un coup de pistolet qui a été entendu : le guet est survenu & a prévenu les suites de cet assassinat,- de sorte que M. de Saint George en est quitte pour des contusions & blessures légères ; il se montre même déjà dans le monde. Plusieurs des assassins ont été arrêtés. M. le duc d'Orléans a écrit à M. le Noir, dès qu'il a été instruit du fait, pour lui recommander les recherches les plus exactes, & qu'il fût fait une justice éclatante des coupables. Au bout de 24 heures M. le duc d'Orléans a été invité de ne pas se mêler de cette affaire là, & les prisonniers, qui ont été reconnus pour des gens de la police, parmi lesquels étoit un nommé Desbrugnieres, si renommé dans l'affaire du comte de Morangiès, ont été élargis, ce qui donne lieu à mille conjectures. »

— Auteur.
Pierre Lefebvre de Beauvray, un échotier de l’époque, auteur d’un ouvrage intitulé Journal d’un bourgeois de Popincourt, attribue à Saint-George une liaison amoureuse avec la marquise Marie-Joséphine de Montalembert, salonnière et romancière, jeune épouse d’un vieux général. Le marquis de Montalembert, désireux de venger son honneur et de punir le séducteur en montant une opération nocturne, serait-il le commanditaire de l’agression ?

### Portraits de Saint-George
Saint-George était « bel homme » et il « bégayait », écrit Alexandre Dumas dans ses Mémoires,. Saint-George était un « bel homme de cinq pieds six pouces » reprend Henri Bangou, maire de Pointe-à-Pitre en Guadeloupe de 1965 à 2008, dans son Histoire de la colonisation de l'île liée à l'esclavage noir de ses débuts à sa disparition. Au XVIIIe siècle, ses exploits sportifs provoquaient l'admiration et, de son vivant, ses meilleurs amis ont souhaité avoir chez eux son portrait. Ainsi de Henry Angelo qui parmi tous ses trésors a sauvé le portrait gravé par Ward des flammes qui détruisirent sa salle d'armes. Roger de Beauvoir attribue un portrait de Saint-George à Carle Vernet. Serait-ce pour ce portrait que le poète français, Pierre-Louis Moline, auteur de théâtre et de livrets d’opéras, a composé le poème, preuve de son admiration pour Saint-George. Le portrait aurait été alors très probablement peint avant 1768 puisque c'est à cette date que Pierre-Louis Moline composa ces vers destinés à être ajoutés au bas d'une copie d'un portrait de Saint-George.
Enfant du Goût & du Génie,

ll nâquit au Sacré vallon,

Et fut de Terpsichore émule & nourrisson.

S’il eût à la musique unie la poésie,

On l’aurait pris pour Apollon.

– Pierre-Louis Moline
En 1847, Augustin Grisier publie, dans Les Armes et le Duel, un portrait en buste de Saint-George dont le dessin est d’Eugène de Beaumont comme annoncé en titre.
On peut citer quatre tableaux :
- Reproductions du tableau de Mather Brown
- Joseph Bologne de Saint-George escrimeur
- Joseph Bologne de Saint-George en pied
- Portraits en buste de Joseph Bologne de Saint-George inaugurés par Eugène de Beaumont, d’après Carle Vernet.

#### Portrait par Brown & Ward
À partir de l'œuvre originale de Mather Brown (1761-1831) et Gravé par William Ward (1766-1826), de nombreux portraits de Joseph Bologne de Saint-George ont été réalisés. Les outils numériques de production d'images et l'internet ont accentué le phénomène depuis l'an 2000.
Le seul portrait du Chevalier de Saint-George dont il nous reste une trace directe de l'original a été peint par Mather Brown, portraitiste de la famille royale d'Angleterre, gravé à Londres, publié dans la même ville le 4 avril 1788, chez Bradshaw, no 4 Coventry Street. Le tableau évoque les deux arts exercés par Saint-George, l'escrime et la musique. Saint-George est habillé pour le concert. Il tient dans sa main droite une épée, placée au niveau du cœur, qui symbolise aussi bien l'archet du violoniste que la baguette de chef d'orchestre. Il porte une lourde veste de cuir avec double rangée de boutons dont l'ouverture laisse voir un jabot de dentelle blanche, des gants épais et une perruque. Au second plan, une partition, un violon et son archet sur fond de ciel nuageux. L'original fut confié au graveur William Ward, l'un des maîtres de la gravure anglaise et frère du célèbre peintre animalier James Ward. Saint-George fit don de ce portrait à son ami Henry Angelo.
« Saint George's picture, which he sat purposely for, and offered me after our fencing together, the second day of his arrival in this country. It was painted by Mather Brown, an American artist, much encouraged here at the time. »
— Henry Angelo.
Le jour où Henry Angelo exposa la toile dans sa salle d’armes, on plaça en regard du tableau le poème de Moline composé en 1768. Saint-George n'était pas du tout satisfait de son image. Henry Angelo rapporte cet échange entre sa mère et le Chevalier :
« The last day of his sitting he dined at my father's, when my mother inquiring of him if it was a good likeness, he smiled, and replied (he was a Creole).

— Oh, Madame, c'est si ressemblant c'est affreux. »
— Henry Angelo.
Angelo songea spontanément à envoyer un exemplaire de la gravure à Texier La Boëssière. Le maître composa plus tard des vers en hommage à son disciple et fils spirituel dont les deux derniers sonnent comme un adieu post-mortem.
Dans les armes, jamais on ne vit son égal,

Musicien charmant, compositeur habile,

À la nage, au patin, à la chasse, à cheval,

Tout exercice enfin, pour lui semble facile,

Et dans tous, il découvre un mode original.

Si joindre à ses talents autant de modestie

Est le nec plus ultra de l’Hercule français

C’est que son bon esprit exempt de jalousie

N’a trouvé de bonheur en cette courte vie

Que dans les vrais amis que son cœur s’était faits.
Depuis, ce portrait a été réinterprété moult fois. Mais, l'original nous est encore caché après avoir été sauvé des flammes par une prouesse de Henry Angelo, fils.
« For some years I had a fencing-room at the Opera-house, Haymarket, over the entrance of the pit door. On the evening of June 17, 1789, about eight o'clock, when in Berkeley-square, I saw a black smoke ascending ; and soon hearing that there was a fire in the Haymarket, I directly hastened there, when, to my surprise, I beheld the Operahouse in flames. Having the key of my room in my pocket, and the crowd making way for me, I soon got there, at the time the back part was burning. I first secured the portrait of Monsieur Saint George (the famous fencer), which hung over the chimney-piece, and removed it to St. Alban's-street, where I then resided. »
— Henry Angelo.

## Carrière artistique

### La musique sous Louis XV & Louis XVI
Saint-George apparait dans le volume II du Dictionnaire de la musique dirigé par Marc Honegger et publié par Bordas en 1970.

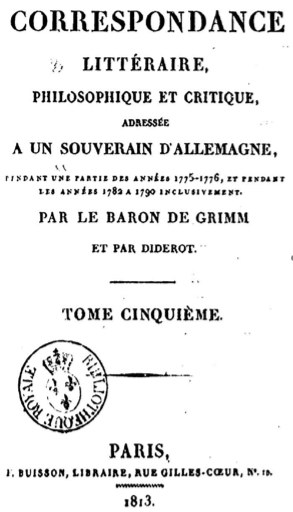
Correspondance littéraire, philosophique et critique par Grimm, Diderot, Raynal, Meister, etc. Contenant Essai sur l'art de ramper, à l'usage des courtisans de Paul Henri Thiry d'Holbach, Djvu.

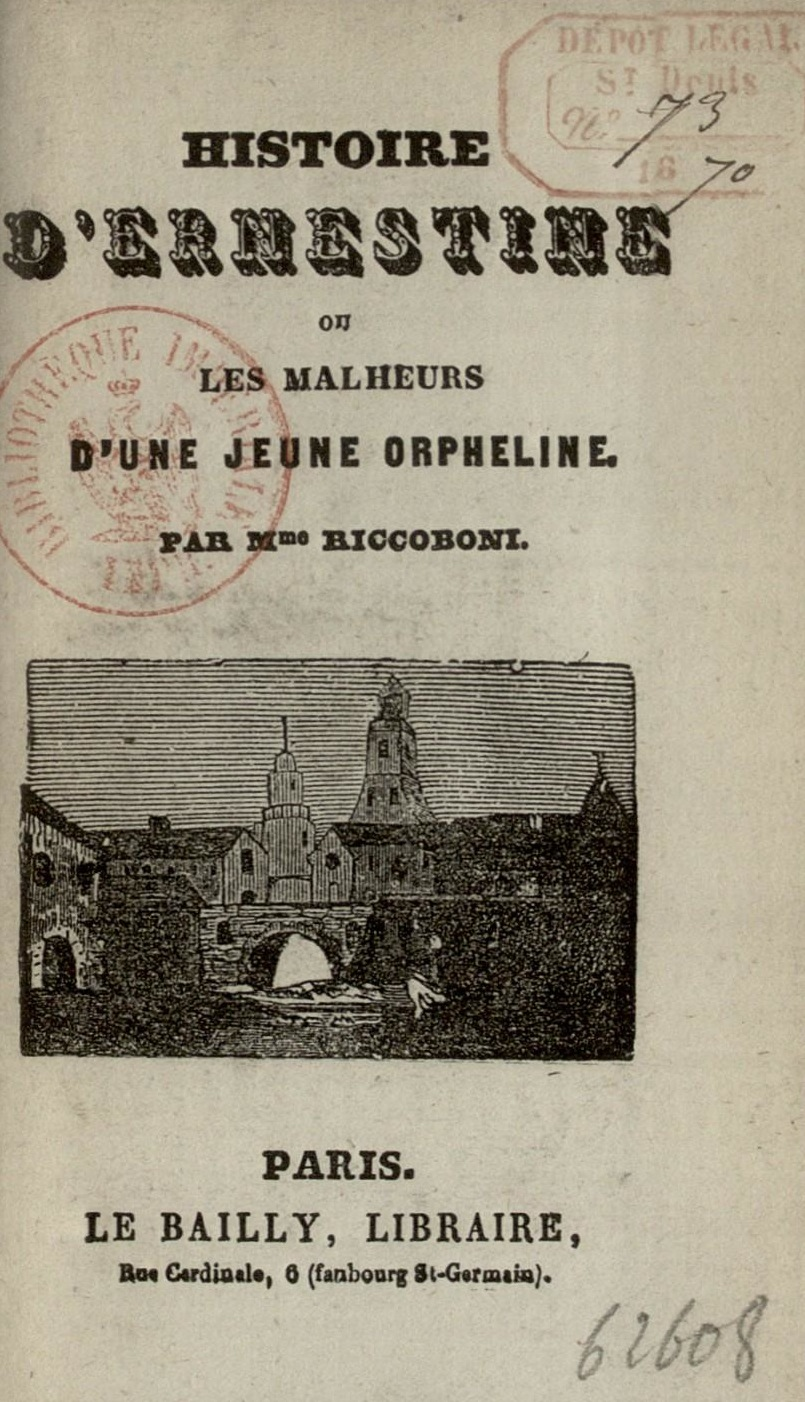
Première de Couverture Histoire d'Ernestine, ou les Malheurs d'une jeune orpheline par Marie-Jeanne Riccoboni, (1713-1792). Édition de 1849.

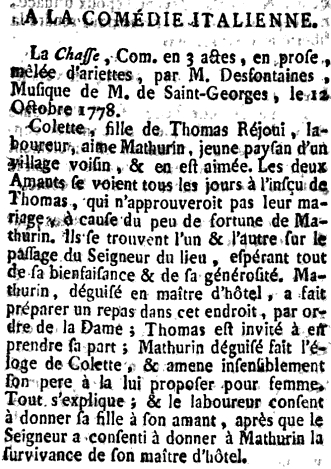
Première de La Chasse, comédie en 3 actes et en prose mêlée d'ariettes, par M. Desfontaines, Musique de M. De Saint-Georges, le 12 octobre 1778.

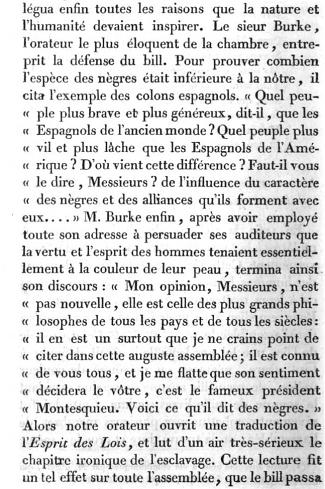
Aristocratie de l'épiderme. Anecdote intéressante, oubliée dans l'Histoire philosophique et politique de M. l'abbé Raynal. Correspondance littéraire 1753-1790, Grimm & Diderot.

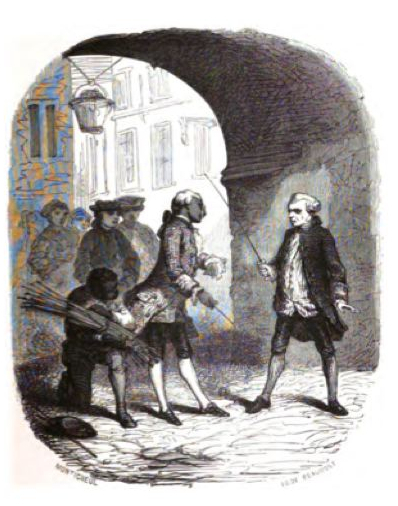
Le duel Marion
Eugène de Beaumont.

Mais avant toute chose, Saint-George est un musicien, violoniste virtuose, compositeur de sonates, de symphonies concertantes pour quatuor d’archets, de concertos et de comédies mêlées d’ariettes.

« En première ligne, parmi nos amateurs violonistes, il faut citer l'excellent chevalier de Saint-Georges, ce mulâtre […] chef des seconds violons au Concert des amateurs… »

— Arthur Pougin
D'après Gabriel Banat, Antonio Lolli et Pierre Gaviniès, de Bordeaux, furent les professeurs de violon de Saint-George. En 1769, déjà surnommé l'inimitable, Saint-George prend le poste de premier violon dans l'orchestre du Concert des amateurs, créé à l'Hôtel de Soubise, par Claude-François-Marie Rigoley, baron d'Ogny, Charles Marin de la Haye, Charles de Rohan-Soubise, sous la direction de François-Joseph Gossec, jusqu'en mars 1773.

### L'homme de cour
Le nom de Saint-George est attaché aux cours royales de France comme d'Angleterre, à des cours princières comme celles des ducs d'Orléans, Charles de Rohan-Soubise, voire à la cour des Esterházy où Joseph Haydn était musicien, au milieu des fermiers généraux — qui finançaient l'industrie culturelle et musicale dans la deuxième moitié du XVIIIe siècle.

#### Au service du Palais Royal
Du 1er mai 1779 jusqu'à son décès en 1785, le duc d'Orléans partage les services de Saint-George avec son épouse Madame de Montesson.

« 1 mai 1779. M. de Saint George est un mulâtre, c'est-à-dire fils d'une négresse ; c'est un homme doué d'une foule de dons de la nature : il est très-adroit à tous les exercices du corps, il tire des armes d'une façon supérieure, il joue du violon de même, il est en outre un très valeureux champion en amour & recherché de toutes les femmes instruites de son talent merveilleux, malgré la laideur de sa figure. Comme un grand amateur de musique, il a été admis à en faire avec la Reine. Madame de Montesson voulant se l'attacher pour ses spectacles, a fait créer par M. le duc d'Orléans une place pour lui dans ses chasses, avec toutes sortes d'agrémens & beaucoup d'utiles. »

Le Chevalier entrera ensuite au service du fils jusqu'à son exécution en 1793. Durant toutes ces années, Saint-George participe intensément à la vie culturelle parisienne, des jardins du Palais Royal aux concerts privés de la noblesse. Madame de Montesson, épouse du duc d’Orléans, père, confie à Saint-George la direction de son théâtre privé et lui demande d’être le maître de cérémonie de son salon.

#### Saint-George et Marie-Antoinette
Saint-George devient l’un des familiers de Marie-Antoinette. Certains auteurs[Qui ?] le disent maître de musique, professeur de clavecin de la reine[réf. nécessaire] comme on le voit dans le film de Sofia Coppola Marie-Antoinette, du prénom de la reine. Dans ses Chroniques de l’œil-de-bœuf, Georges Touchard-Lafosse rapporte des rumeurs selon lesquelles le Roi et la cour n’auraient pu supporter que Marie-Antoinette « fasse de la musique » avec le séduisant Américain des îles, bien que, en dépit de ce qui a parfois été écrit, des relations intimes entre la reine et l'Américain sont hautement improbables.

### Réception des œuvres de Saint-George auXVIIIesiècle
Saint-George commence sa carrière de chef d'orchestre avec la direction du Concert des Amateurs, l’un des orchestres les plus prestigieux de l’époque, après que François-Joseph Gossec a accepté en mars 1773 de prendre la direction du Concert Spirituel qui offrait un champ plus large à ses recherches musicales.
Ensuite, Saint-George se verra confier la direction du Concert Spirituel. Cette formation, 1725-1791, compta parmi ses membres Francesco Petrini, harpiste, 1744-1819. Plus tard Saint-George dirigera le Concert de La « Société Olympique », l’une des fondations du Grand Orient de France dont le grand maître est le futur Philippe-Égalité.
Saint-George a exprimé ses talents de musicien parallèlement à sa carrière militaire. Au service des Orléans, il assure la gestion de salles de concert et la direction d'orchestre. Il continue à donner des concerts au début des années révolutionnaires. Il est annoncé en concert à Tournay, dans les Pays-Bas, le 13 juin 1791.

« Pays-Bas. De Tournay, le 13 juin (1791). — On mande de cette ville que M. Saint-George (sic) (ci-devant chevalier) y étant arrivé dans l'intention d'y passer quelques jours, et d'y donner aux amateurs le plaisir de l'entendre dans un concert, a été secrètement averti par le commandant de ne point se montrer en public. Il parait que les sentiments de M. Saint-George sont connus, et qu'ils déplaisent aux réfugiés français, ennemis de la France et de la liberté… « Ces gens assurément n'aiment pas la musique… »
On dit qu'à l'hôtel où ce citoyen français était descendu on a eu l'impertinence de détourner un couvert qu'il avait retourné à la table d'hôte, et que M. Saint-George a eu l'excellent esprit de ne point prendre de l'humeur. C'est là une bonne action de la part d'un homme qui excelle dans l'art des vengeances particulières. »

— Réimpression de l'ancien Moniteur.
Selon François-Joseph Fétis, Saint-George, « avide de tous les genres de succès, voulut écrire pour le théâtre ». Mais le succès ne vint qu'en 1787 avec la Fille garçon. Roger de Beauvoir dit en 1869 que les opéras n'eurent pas, à l'époque, le succès que nous leur accordons de nos jours. La faiblesse des paroles empêcha presque constamment le succès. Saint-George donna encore avec Demaillot, auteur des paroles, la Fille garçon, comédie mêlée d'ariettes. Cette pièce obtint plus de succès : la musique était mieux écrite qu'aucune autre des compositions de Saint-Georges, mais la critique lui reprocha d'être dépourvue d'invention.

#### 1777:Ernestine
Le 19 juillet 1777, Ernestine, opéra comique de Laclos, retouchées par M. Desfontaines, musique de Saint-Georges est joué au Théâtre de la Comédie Italienne à Paris en juillet 1777. Ernestine, comédie à ariettes en trois actes d’après l’œuvre de Marie-Jeanne Riccoboni, le premier opéra de Saint-George, ne survécut pas à la première représentation. La faiblesse des paroles entraîna la chute de la musique.

« Les paroles d'Ernestine sont de M. de La Clos, capitaine d'artillerie ; elles ont été retouchées par M. Desfontaines, auteur de l'Aveugle de Palmyre, du Mage, etc. La musique est de M. de Saint-George, jeune Américain plein de talents, le plus habile tireur d'armes qu'il y ait en France, et l'un des coryphées du Concert des Amateurs.
Le sujet de ce malheureux drame est tiré du joli roman de madame madame Riccoboni, intitulé Ernestine. On ne pouvait guère choisir un sujet plus agréable, on ne pouvait guère le défigurer d'une manière plus maussade. Messieurs de La Clos et Desfontaines ont jugé que le fond de ce sujet, plus intéressant que comique, avait besoin d être égayé par un épisode ; ils y ont ajouté un rôle de valet, qui est le chef-d'œuvre de la platitude et du mauvais goût. Le talent de Pergolèse même n'aurait pu soutenir un pareil ouvrage, et la composition de M. de Saint-George, quoique ingénieuse et savante, a paru manquer souvent d'effet. On y a trouvé de la grâce, de la finesse, mais peu de caractère, peu de variété, peu d'idées nouvelles. »

— Friedrich Melchior Grimm, Denis Diderot, Jacques-Henri Meister, Jules-Antoine Taschereau, A. Chaudé.
Sur cette unique représentation, Jean-François de La Harpe, dans sa Correspondance littéraire, lettre 71, est encore plus sévère pour tous les acteurs et organisateurs de l'événement et confirme l'amateurisme du librettiste aussi bien que celui du musicien. À l'époque, le public accordait plus d'importance aux qualités du livret qu'à celles de la musique.

« Ernestine est tombée aux Italiens le plus ridiculement du monde, mais tombée pour ne plus se relever, ce qui devient rare. Paroles et musique tout a été hué depuis le commencement jusqu'à la fin. Saint George était connu pour faire de la musique agréable dans un concert mais cette expérience a dû lui apprendre qu'il y avait loin d'une symphonie d'amateur à la musique d'un drame et M. de Laclos qui a de l'esprit assez pour faire quelques jolis petits vers a dû comprendre qu'il y avait encore loin de tout cela une pièce de théâtre. »

Une romance, « L’autre jour sous l’ombrage », chantée chez la marquise de Montesson par l'actrice Louise Fusil, a été conservée au British Museum.

#### 1778:La Chasse
D'après François-Joseph Fétis il en fut de même de la Partie de chasse, jouée quelques années après. 12 octobre 1778, La Chasse, opéra-comique de Desfontaines, musique de Saint-George.

« On a donné le 12 de ce mois, sur le théâtre de la Comédie italienne, la première représentation de La Chasse, comédie en trois actes, en prose, mêlée d'ariettes, paroles de M. Desfontaines, l'auteur de l'aveugle de Palmyre, de la Cinquantaine, etc., musique de M. de Saint-Georges.
Le trait qui a donné l'idée de ce petit ouvrage est une anecdote connue de notre jeune reine, un trait d'humanité qui, pour être infiniment simple, n'en est que plus sensible et plus touchant.
La musique de ce drame est assez analogue au poème. Le public a trouvé dans la composition du musicien, comme dans celle du poète, de la gaieté, des détails agréables, des traits heureux, mais il y a trouvé aussi des longueurs, des choses communes, et surtout un grand nombre d'imitations et de réminiscences. Un des morceaux qui a paru faire le plus de plaisir est l'air où Rosette raconte à son père les amours de sa sœur. »

— Friedrich Melchior Grimm, Denis Diderot, Jacques-Henri Meister, Jules-Antoine Taschereau, A. Chaudé)
Paroles de l'air de Rosette :
I.

Si Mathurin dessus l'herbette

Cueille la rose du matin,

Il vient l'apporter à Colette,

Puis il la place sur son sein.

Moi, qui ne suis que la cadette,

Je ne sais si c'est de l'amour

Mais je voudrais dessus l'herbette

Recevoir la rose a mon tour.

II.

À l'ombrage de la coudrette

Si Colette va sommeiller,

Par un baiser pris en cachette;

Mathurin court la réveiller.

Moi, qui ne suis que la cadette,

Je ne sais si c'est de l'amour;

Mais je voudrais sur la coudrette

Être réveillée à mon tour.

III.

Quand Mathurin parle à Colette,

Si vous venez pour nous chercher,

Ma sœur, qui sans cesse vous guette,

Vous attrape, et le fait cacher.

Moi, qui ne suis que la cadette,

Je ne sais si c'est de l'amour;

Mais je voudrais être Colette,

Et vous attraper a mon tour.

#### 1780:L'Amant anonyme
L'Amant anonyme est une comédie en deux actes mêlée de ballets de Saint-George créée le 8 mars 1780 au théâtre de Madame de Montesson,. Le livret, écrit par Desfontaines, est adapté de la pièce homonyme de Madame de Genlis.
Le matériau musical de la Symphonie opus XI no 2 en ré majeur du compositeur est semblable à l'ouverture de cet opéra,.

#### 1787:La Fille Garçon
En 1787, Saint-George voulut faire un dernier essai de son talent pour la composition dramatique, et fit jouer au mois d'août la Fille garçon. Cette fois il fut plus heureux, et son ouvrage obtint quelques représentations. La première représentation de la Fille Garçon, comédie en deux actes et en prose, mêlée d'ariettes sur le théâtre Italien eut lieu le 18 août 1787. Les paroles sont d’Ève Demaillot. La musique est de M. de St-Georges.

« Au mois d'août 1787, il donna encore, avec Demaillot, auteur des paroles, la Fille garçon, comédie mêlée d'ariettes, qui eut un peu plus de succès. La musique, mieux écrite qu'aucune autre des compositions de Saint-George, parut également dépourvue d'invention. On en a pris occasion de faire une observation qu'aucun exemple ne paraît avoir démenti jusqu'à présent, c'est que, si la nature a favorisé d'une manière particulière les .mulâtres, en leur donnant une aptitude singulière pour les arts d'imitation ; elle semblerait leur avoir refusé cet éclat d'imagination, de génie, qui seul fait exceller dans les arts créateurs. Les concertos composés par Saint-George, et surtout le menuet qui porte son nom, eurent plus de succès que ses œuvres dramatiques, et obtinrent pendant longtemps une très-grande vogue. »

— Louis-Gabriel Michaud.

### Musique instrumentale

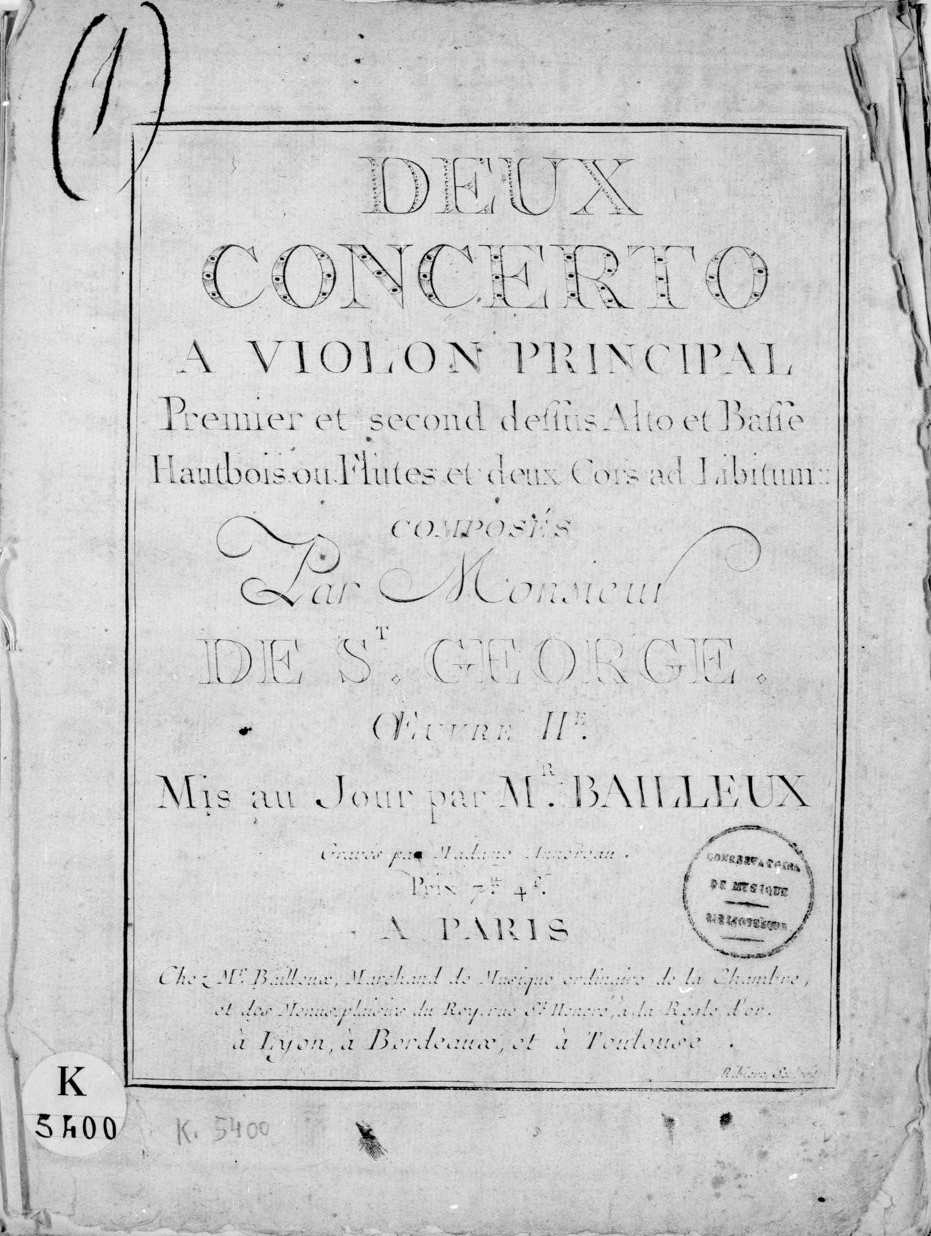
Page de titre des Concertos pour violons op. 2 de St-Georges (édition Bailleux, Paris 1773).

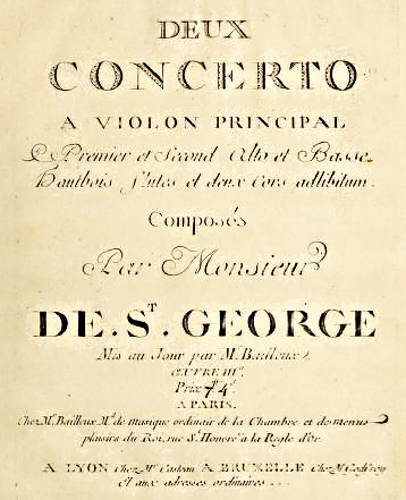
[https://archive.org/details/concertos00sain/page/n1/mode/2up Les deux concertos à violon principal par Monsieur de St-George édités en 1774

Saint-George devient élève de Gossec après le décès de Alexandre Le Riche de La Pouplinière. Ils devinrent ensuite associés dans la gestion et la direction de concerts privés.
Les concertos composés par Saint-Georges eurent plus de succès que ses œuvres dramatiques ; pendant très longtemps ils firent fureur. Plusieurs de ces concertos furent gravés sous le nom du fameux Jarnowitz ; aucun d'eux ne fut désavoué par ce grand maître. (Roger de Beauvoir, 1809-1866).
En 1878, François-Joseph Fétis retenait la liste suivante des œuvres de Saint-George :

« Une œuvre de sonates pour le violon, cinq concertos pour le même instrument avec orchestre, et des symphonies concertantes, sont les meilleures productions de cet amateur : elles ont été publiées par Bailleux et Sieber. En voici l'indication :
1. Sonates pour violon seul et basse, op. 1er, Paris, Bailleux, 1773.
2. Deux concertos pour violon principal, 2 violons, alto, basse, 2 hautbois ou 2 flûtes et 2 cors ad libitum, op. 2, Ibid. 1774.
3. Concerto idem, op. 3, Ibid.
4. Concerto idem, op. i, Ibid.
5. Sonates en trios pour 2 violons et basse, op. 5, Ibid.
6. Deux symphonies concertantes pour 2 violons et orchestre, op. 6, Ibid., 1776.
7. Concerto (5e) pour violon et orchestre, op. 7, Ibid.
8. Deux symphonies concertantes pour deux violons (2e livre), Paris, Sieber.
9. Sonates en trios pour 2 violons et basse (2e livre), Paris, Bailleux.
10. Deux symphonies concertantes pour 2 violons et orchestre, op. 9. Paris, Leduc »

— François-Joseph Fétis.
À cette liste, on peut ajouter un concerto pour clarinette, créé au Concert Spirituel des Tuileries le 25 mars 1762, avec Antonio Soler au clavier.

#### Musiciens sous la direction de Saint-George
- 1772 : Entre 1772 et 1785, le violoncelliste John Crosdill faisait partie de l'orchestre du Concert des Amateurs, sous la direction de Saint-George. En 1780, John Crosdill était membre du Concert de la Loge olympique[98],[99].
- 1770 : Michel-Paul Guy de Chabanon[100], né à Saint-Domingue, entre comme violoniste au Concert des Amateurs alors sous la direction de Saint-George[101]. Il a rencontré Gossec vers 1770 et écrit avec lui la tragédie lyrique « Sabinus »[note 21].

#### Le désir des Dames de l'Opéra
Candidat pour diriger l’Académie royale de musique, Saint-George en est évincé lorsque deux chanteuses, Sophie Arnould et Rosalie Levasseur et une danseuse, Marie-Madeleine Guimard, adressent un placet à la reine pour « représenter à Sa Majesté que leur honneur et la délicatesse de leur conscience ne leur permettraient jamais d’être soumises aux ordres d’un mulâtre ». Le gouvernement de l'Académie royale de musique s'est vu menacé de grandes révolutions. M. de Malesherbes et la ville de Paris ayant fortement désiré d'être débarrassés d'une province si bruyante et si difficile à conduire, il s'est présenté plusieurs compagnies qui en ont demandé la régie. Un jeune Américain, connu sous le nom du chevalier de Saint-Georges, qui réunit aux mœurs les plus douces une adresse incroyable pour tous les exercices du corps et de très-grands talens pour la musique, était du nombre des chefs d'une de ces compagnies. Mesdemoiselles Arnould, Guimard, Rosalie et autres n'en ont pas été plus tôt informées, qu'elles ont adressé un placet à la reine pour représenter à Sa Majesté que leur honneur et la délicatesse de leur conscience ne leur permettraient jamais d'être soumises aux ordres d'un mulâtre. Une considération si importante a fait toute l'impression qu'elle devait faire ; mais, après beaucoup de projets et de discussions de ce genre, cette grande question vient d'être décidée enfin par la bonté du roi, qui a bien voulu se charger de faire régir l'Opéra pour son propre compte par MM. les intendants et trésoriers de ses Menus-Plaisirs. Si la recette n'égale point la dépense, Sa Majesté y suppléera ; si elle produit quelque bénéfice, il sera partagé entre les acteurs qui auront le mieux mérité du public. ». Si l'on en croit Louis-Gabriel Michaud, le refus de Saint-George pour cet emploi serait dû à son génie, trop faible parce que mulâtre, et plutôt enclin à l'imitation de ses supérieurs.

« (En 1776), lorsqu'il fut question de confier à une régie l'Académie royale de musique, qui était sous la surveillance de la ville de Paris, le chevalier de Saint-George était à la tête d'une compagnie de capitalistes qui se présentèrent pour régir ce théâtre : mais Mlles Arnould, Guimard, Rosalie et autres actrices, adressèrent un placet à la reine pour représenter à sa Majesté que leur honneur et leurs privilèges ne leur permettaient pas d'être soumises à la direction d'un mulâtre. Les propositions de Saint-George ne furent pas accueillies. Il ne serait pas impossible qu'une pareille disgrâce eût rendu celui qui en était l'objet, plus accessible aux opinions révolutionnaires, qui au reste devinrent celles de presque tous les hommes de couleur. »

— Louis-Gabriel Michaud.
Le moteur de l'intrigue est sans aucun doute un acte de racisme. Toutefois, on peut pousser plus loin l'investigation et se demander si les préjugés de couleur dans la société d'Ancien Régime furent la cause unique du rejet de Saint-George à la direction de l'Opéra. Les « divas », bien au-delà de la nécessité de maintenir au pouvoir l'aristocratie de l'épiderme qui organisait la société française au XVIIIe siècle, n'auraient-elles pas agi de la sorte pour sauvegarder leurs intérêts privés et leur désir de contrôler la prestigieuse maison ? Toute réforme suscite des craintes dans un corps social et la peur d’être supplantées par de nouvelles « stars ». Saint-George se proposait de gérer l’Opéra selon de nouveaux critères esthétiques et éthiques. Louis XVI, mis au fait de la cabale, ne nomme personne à la direction de l'Opéra. Mais, chaque acteur allait tirer profit de l'intrigue. Papillon de la Ferté, l’un des intendants et trésoriers des Menus-Plaisirs du Roi et… « amant de cœur » de la Guimard devient administrateur de l’Académie Royale de Musique. Les cantatrices furent assurées que le statu quo serait maintenu. De plus, la Guimard, par l’intermédiaire de son amant, aurait virtuellement les pleins pouvoirs à l’Opéra.

## Carrière militaire
Saint-George entre à l’académie de Nicolas Texier de la Boëssière vers 1753 afin de se préparer au métier d’officier[réf. nécessaire].

### Gendarmes de la garde du Roi
En 1761, il fut admis dans les gendarmes de la garde du Roi[réf. nécessaire]. Quand Gossec lui dédie ses trios en 1766, Monsieur de Saint-George est écuyer et gendarme du roi. « Il devint ensuite écuyer de Mme de Montesson, l'épouse secrète de l'avant-dernier duc d'Orléans, puis capitaine des gardes du duc de Chartres », nous dit Louis-Gabriel Michaud.
La question reste en suspens de savoir si Saint-George a participé à la guerre d'indépendance des États-Unis d'Amérique. Celle-ci a débuté juste au moment où Saint-George perd son régiment.

### Contrôleur ordinaire des guerres
Le 10 mai 1763 Georges de Bologne achète pour son fils une charge de Conseiller du roi et contrôleur ordinaire des guerres, une sinécure de l'administration de l'armée et le 8 juin en la Grande Chancellerie de France, les magistrats donnent officiellement leur agrément à cette vente. Une dispense lui a été octroyée. On peut présumer que Georges de Bologne a fait jouer à plein l’article 59 du Code noir selon lequel « les affranchis ont les mêmes droits, privilèges et immunités dont jouissent les personnes nées libres ». Joseph de Saint-George conservera cette charge pendant onze années.

### La décennie 1789-1799

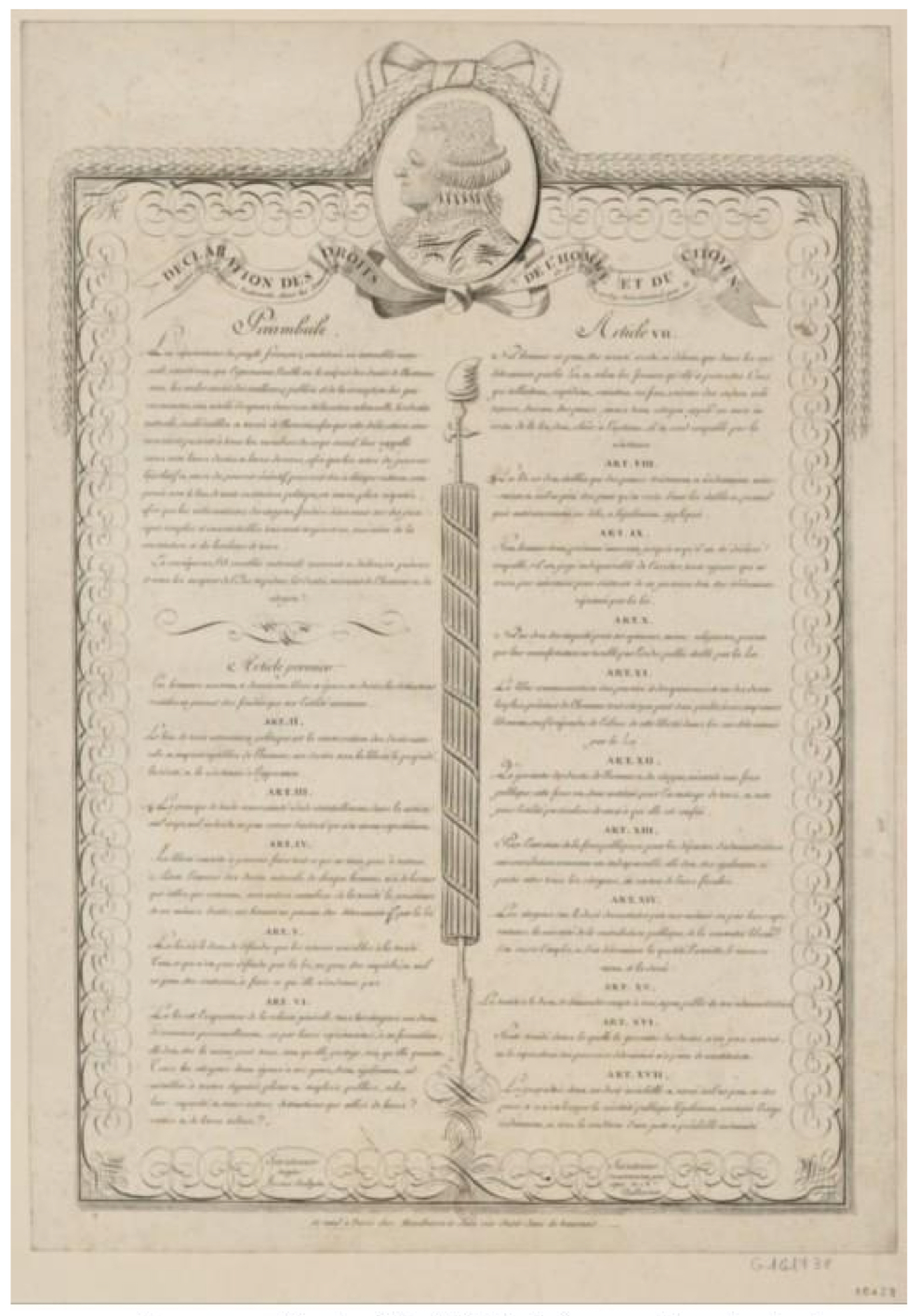
Déclaration des droits de l'homme et du citoyen. Assemblée nationale, 20, 21, 25 et 26 août 1789, sanctionné par Louis XVI.

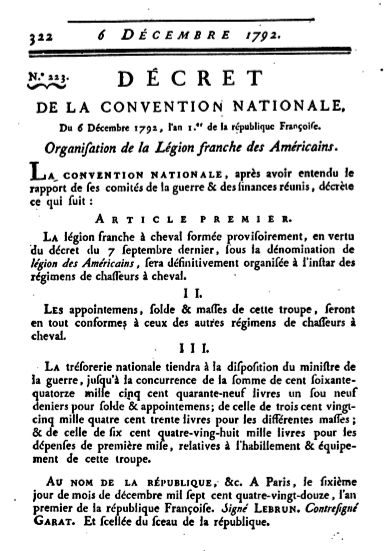
Décret d'Organisation de la légion franche des Américains, 6 décembre 1792, an 1er de la République Française.

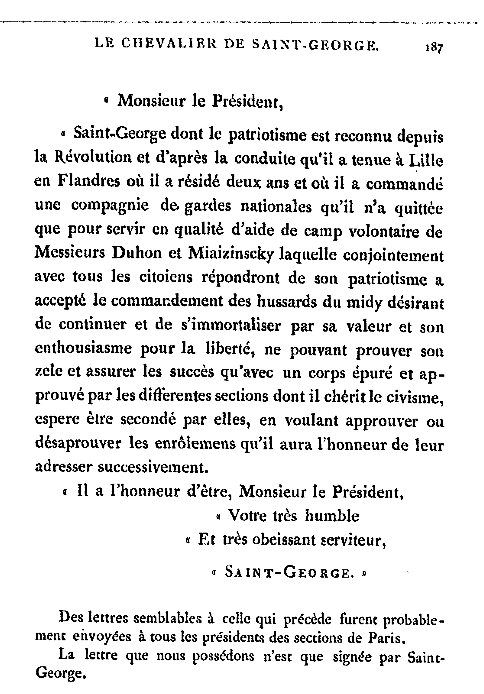
Saint-George accepte le commandement des hussards du midy.

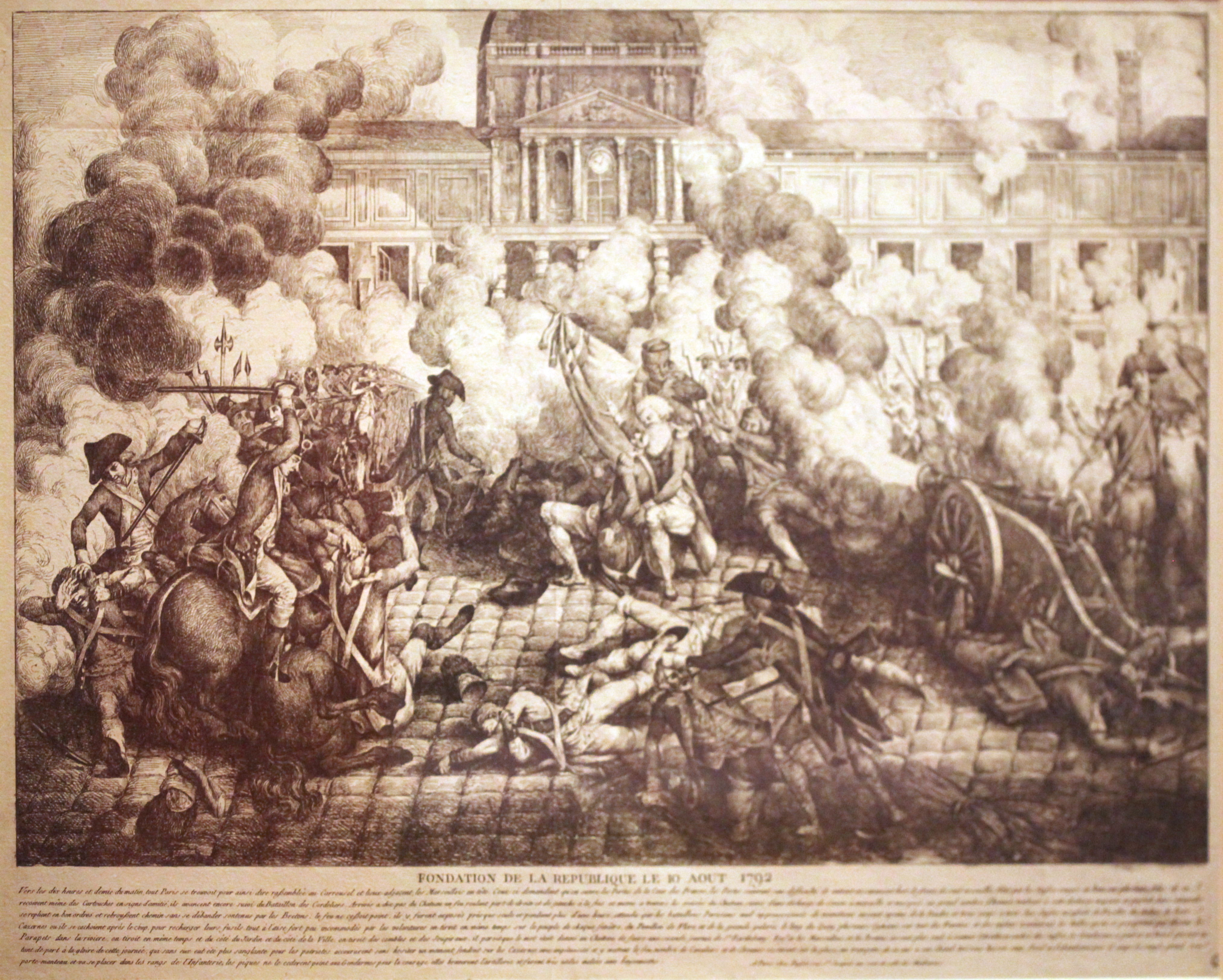
Journée du 10 août 1792. Fondation de la République. Anonyme, 1792-1793, (musée de la Révolution française).

Au début de la Révolution française, Saint-George séjourne en Angleterre. Revenu en France, il revient peu à peu aux fonctions militaires des débuts de sa vie active. D'abord enrôlé dans la Garde nationale (Révolution française) de Lille puis à la tête d'une légion qu'il a suscitée, il va consacrer les dix dernières années de sa vie à la Révolution française et mettre en œuvre toutes les compétences qu'il a forgées précédemment.

#### Garde nationale à Lille
Installé à Lille, Saint-George s’enrôle dans la Garde nationale avec le grade de capitaine. Il est alors au service du duc d'Orléans qui l'envoie à Tournai aux environs du 13 juin 1791. Les émigrés l'obligent à quitter la ville.

« Engagé dans quelques intrigues politiques au commencement de la révolution, par ses relations avec le Palais-Royal, Saint-George fut envoyé à Tournai, au mois de juin 1791, par le duc d'Orléans, sous prétexte d'y donner un concert, mais en réalité pour essayer de rattacher quelques émigrés aux intérêts du prince. Il ne réussit pas dans cette mission, et reçut même l'ordre de quitter la ville. »

— François-Joseph Fétis.

#### 1792-1793: Légion franche des Américains
La monarchie étant abolie le 21 septembre 1792.
Mortimer Ternaux, affirmant l'état civil de Saint-George, nous présente la création de la Légion franche des Américains comme l'opération d'un Saint-George investisseur capitaliste, capable de mobiliser des subventions d'État pour une cause militaire.

« Saint-Georges, né à la Guadeloupe le 25 décembre 1745, avait organisé à ses frais, mais avec subvention du gouvernement, en vertu de la loi du 7 septembre 1792, la Légion franche des Américains du Midi, qui devint bientôt le 13e chasseurs. Il s'en fit naturellement nommer colonel. »

— Mortimer Ternaux.
Saint-George imite-t-il alors l'entreprise de la guerre d'indépendance des États-Unis ? Utilise-t-il le modèle des milices formées de gens de couleur usuel dans les colonies ? La formation et le commandement de cette légion est-elle le pendant de sa candidature à la direction de l'Opéra — et qui va tourner tout aussi mal ? Plusieurs légions se sont formées dans la même période et Saint-George semble bénéficier de l'aide de Julien Raimond en sus des subventions du gouvernement.
Après la révolution du 10 août 1792 et le renversement de la monarchie constitutionnelle, Julien Raimond vint à l'assemblée avec une députation de citoyens de couleur le 7 septembre 1792. La députation demandait l'abolition de l'esclavage mais aussi la formation d'une légion de soldats de couleur pour défendre la révolution.
Par décret de la Convention nationale en date du 6 décembre 1792, an 1er de la République Française, est organisée la Légion franche des Américains. Saint-George devient colonel de cette légion quelquefois dite Légion Franche des Américains et du Midi qui est devenue de nos jours le 13e régiment de chasseurs à cheval. Moins pour ses qualités d’escrimeur que parce qu’il a fait une carrière militaire, acquis des compétences de gestionnaire et surtout par patriotisme. L'Africain Louis Ferrand, né à Gorée est à leur côté ainsi que Georges Milscent, né à Saint-Domingue. L’un des officiers sous ses ordres se nomme Alexandre Dumas, futur général de la Révolution et père de l’auteur des Trois Mousquetaires.

« C'était le moment des enrôlements volontaires, et la France présentait au monde un spectacle qui pouvait passer pour un exemple. […] La France sentit la main de la Mort qui s'étendait sur elle, et, par une puissante et terrible contraction, déjà les pieds dans son linceul, elle s'élança hors de son tombeau. […] Jamais nation n'avait été si près de sa perte que l'était la France de 1792, […] Saint-Georges avait été nommé colonel de la légion franche de cavalerie des Américains du Midi. »

— Alexandre Dumas.
La Légion est formée à Laon avant de rejoindre Lille — où le colonel Saint-George est bien connu de la bourgeoisie et l’armée du Nord sous la nouvelle désignation de 13e régiment de chasseurs à cheval. La légion est envoyée au feu contre les Autrichiens.

« Lasource : Je demande la permission de déroger à la règle que s'est prescrite la Convention, de ne pas entendre de lettres particulières : celle que je présente n'a que trois lignes.
Je vous annonce, mon cher concitoyen, que je reçois à l'instant la nouvelle que nos troupes ont repris Saint-Amand et le camp de Maulde, et que ce camp va être rétabli. Votre ami et concitoyen, Saint-George. (Convention nationale, 20 septembre 1792.
Elle sera à Liège le 11 novembre 1792 et sera sous le commandement de Dumouriez au moment du contrôle des commissaires de la Convention. Après l'affaire Dumouriez, en avril 1793, alors que Julien Raimond et la Société des citoyens de couleur demandent un décret abolissant l'esclavage et que le mouvement révolutionnaire s'accélère à Saint-Domingue, la légion des Américains reçoit l’ordre de se dissoudre. »

« SERRE, jeudi 16 mai 1793, au nom du comité de la guerre — Citoyens, vers les premiers jours de septembre dernier, 1792, il fut créé une légion dite légion des Américains ; la première compagnie de ce corps fut réellement composée d’hommes de couleur. Cette compagnie intéressante pour tous les vrais amis de l’humanité et de l’égalité, a fait la guerre dans la Belgique avec un courage et une discipline au-dessus de tout éloge ; elle a reçu l’ordre de s’embarquer pour les colonies ; elle, vous en demande la révocation, et se fonde sur ce que la plupart de ces citoyens ont encore leurs maîtres ou leurs agents dans les colonies. Ils craignent que leur dévouement au maintien de la liberté, à la défense de leur patrie adoptive, n’ait servi qu’à les replonger dans les fers. « Car, disent-ils, nous n’avons à opposer aux réclamations de nos ci-devant maîtres que la déclaration des droits de l’homme, et malheureusement dans les colonies la déclaration des droits de l’homme n’est point faite pour nous. Votre comité de la guerre vous propose le décret suivant : Sur le rapport de son comité de la guerre, la Convention nationale décrète : « Que le ministre de la guerre emploiera ailleurs que dans les colonies la première compagnie des chasseurs de la légion dite des Américains du Midi. En conséquence, l’ordre que le ministre a donné pour le transport de cette compagnie dans l’île de Saint-Domingue, demeure révoqué. » »

— D’après Alexandre Ray & Léonard-Charles-André-Gustave Gallois
.
Vendredi 17 mai 1793, les soldats de la Légion des Américains publient une « Adresse à la Convention, à tous les Clubs et sociétés patriotiques pour les nègres détenus en esclavage dans les colonies françaises ». Une note à la fin du fascicule précise la date de l'adresse et le nom des rédacteurs : “Paris, le 17 mai 1793, l'an deuxième de la République française. J. Labuissonniere. Narcisse, lieutenant des hussards américains. Hellot, idem. Saint-George Milscent, maréchal-des-logis. Lapais, idem. Ferant, adjudant [et al.] Approuvé par tous les braves républicains”. Ce texte est un véritable manifeste en faveur de l'abolition immédiate de l'esclavage dans les colonies et propose un projet de société.

#### L'affaire Dumouriez
L'affaire Dumouriez est l'un des plus complexes épisodes de la Révolution française. Elle se déroule à partir d'avril 1793, sous la Terreur, et oppose le général Dumouriez à la Convention alors que Saint-George commande la place de Lille. L'enjeu est l'établissement d'une monarchie constitutionnelle, après la décapitation du roi Louis XVI. Mais Dumouriez a des intérêts personnels à défendre : la diplomatie ennemie lui propose le gouvernement de la Belgique. En défendant la ville de Lille contre les troupes envoyées par Dumouriez, Saint-George provoque l'échec des plans du général de l'armée du Nord. Cette période est, avec toute la rigueur militaire de l'époque, la mieux renseignée de la vie de Saint-George. De très nombreux récits existent qui retracent les « événements de Lille » et leurs conséquences.
Avec l'affaire Dumouriez, suspecté de sympathies royalistes, Saint-George est arrêté, le 4 novembre 1793, à Château-Thierry et, malgré le soutien de la municipalité, jugé. Il est incarcéré d’abord à Chantilly, puis au château d’Hondainville, dans l’Oise. Saint-George est encore dans ce lieu de détention le 11 nivôse de l'an II (31 décembre 1793 quand, avec 46 détenus, il signe une pétition adressée au conseil municipal d'Hondainville, "protestant que les frais de garde sont trop élevés et qu'ils ne peuvent les payer". Saint-George est libéré, après presque une année de détention.

« Victime des excès de la révolution, il fut arrêté comme suspect, et vraisemblablement il aurait péri sur l'échafaud, si la réaction du 9 thermidor (27 juillet 1794) ne l'avait rendu à la liberté. »

— François-Joseph Fétis.
Destitué de son commandement par Jean-Baptiste Bouchotte, nommé ministre de la Guerre par la Convention nationale en remplacement de Pierre Riel de Beurnonville du 4 avril 1793 au 20 avril 1794. Tombant sous le coup d’une loi visant à épurer l’armée de ses officiers royalistes après l’insurrection de vendémiaire du 5 octobre 1795, il est définitivement révoqué.

« Durant la Terreur, il fut arrêté et ne fut mis en liberté que le 9 thermidor. Il rentra dans la vie privée et mourut à l'âge de cinquante quatre ans, le 12 juin 1799. »

— Mortimer Ternaux.

## Saint-George: 1795-1799
Certains biographes du Chevalier affirment que Saint-George aurait séjourné de 1795 à 1797 à Saint-Domingue où il aurait rencontré Toussaint Louverture. Toutefois, le séjour de Saint-George à Saint-Domingue, après son incarcération, est incertain. Louise Fusil, partenaire artistique de Saint-George, écrit dans ses Souvenirs d’une actrice que « Saint-Georges et son ami Lamothe étaient partis pour Saint-Domingue ».
Il semble peu probable que Saint-George ait fait partie de la délégation officielle des commissaires civils envoyés à Saint-Domingue avec à leur tête Léger-Félicité Sonthonax, l’ami de Brissot, fondateur de la Société des amis des Noirs. Les historiens n'ont trouvé à ce jour nulle trace de Saint-George dans la presse de l’époque ni dans les archives des manifestes de navires en partance des ports français pour Saint-Domingue ou effectuant des traversées de retour en France. Ce qui conduit à penser qu’après son éviction des armées de la Révolution Saint-George n'aurait pas quitté l'Europe. En outre, le conventionnel Jean Serres, au nom du Comité de la Guerre, intervient en défaveur du « transport de cette compagnie (légion dite des Américains du Midi) dans l’île de Saint-Domingue.

### Décès

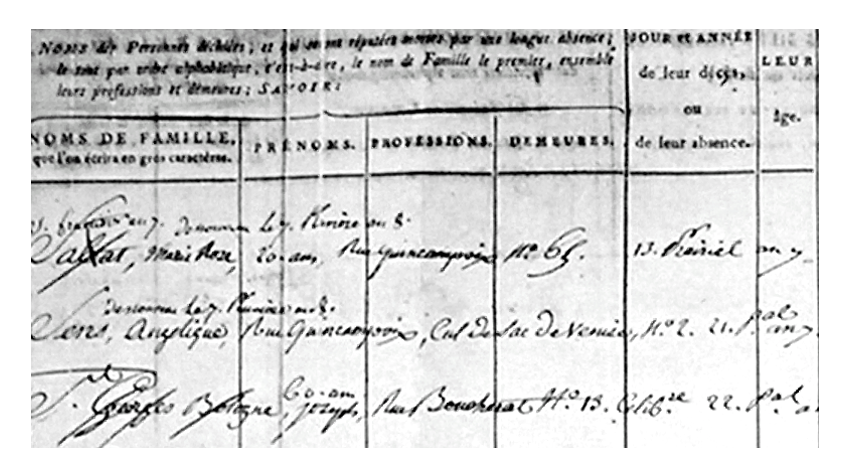
Joseph Bologne de Saint-George, décès et enlèvement du corps.

Cinq années après sa libération des prisons de la Révolution française, Saint-George meurt à Paris le 10 juin 1799 alors que se termine la décennie de la Grande Révolution.

« Privé de tous ses revenus par les événements politiques, il passa ses dernières années dans un état voisin de la misère. Un ulcère à la vessie le conduisit au tombeau le 12 juin 1799, à l'âge de cinquante-quatre ans. »

— François-Joseph Fétis.
La cause du décès provient, selon les informations convergentes de ses biographes, de la région de la vessie.

« La journée du 9 thermidor (27 juillet 1794), le rendit à la liberté. Saint-George ressentit alors les atteintes d'une maladie de vessie : mais, par suite de son insouciance habituelle, il y fit peu d'attention ; il cacha même un ulcère qui était la source de son mal, et y succomba le 12 juin 1799, à l'âge de cinquante-quatre ans. »

— Joseph-François Michaud, Louis-Gabriel Michaud.
Sa mort ne passe pas inaperçue. Contrairement à ce qui a pu être écrit, sa mort est honorée dignement et les journaux de l’époque lui rendent hommage.

« Une brève, parue dans le Journal de Paris du 26 prairial an VII, signale que Saint-Georges, célèbre par sa supériorité dans les armes, la danse, l’équitation, la musique, est mort à Paris, rue Boucherat, le 21 prairial, dimanche 9 juin 1799, à l’âge de 60 ans. »

— Luc Nemeth.

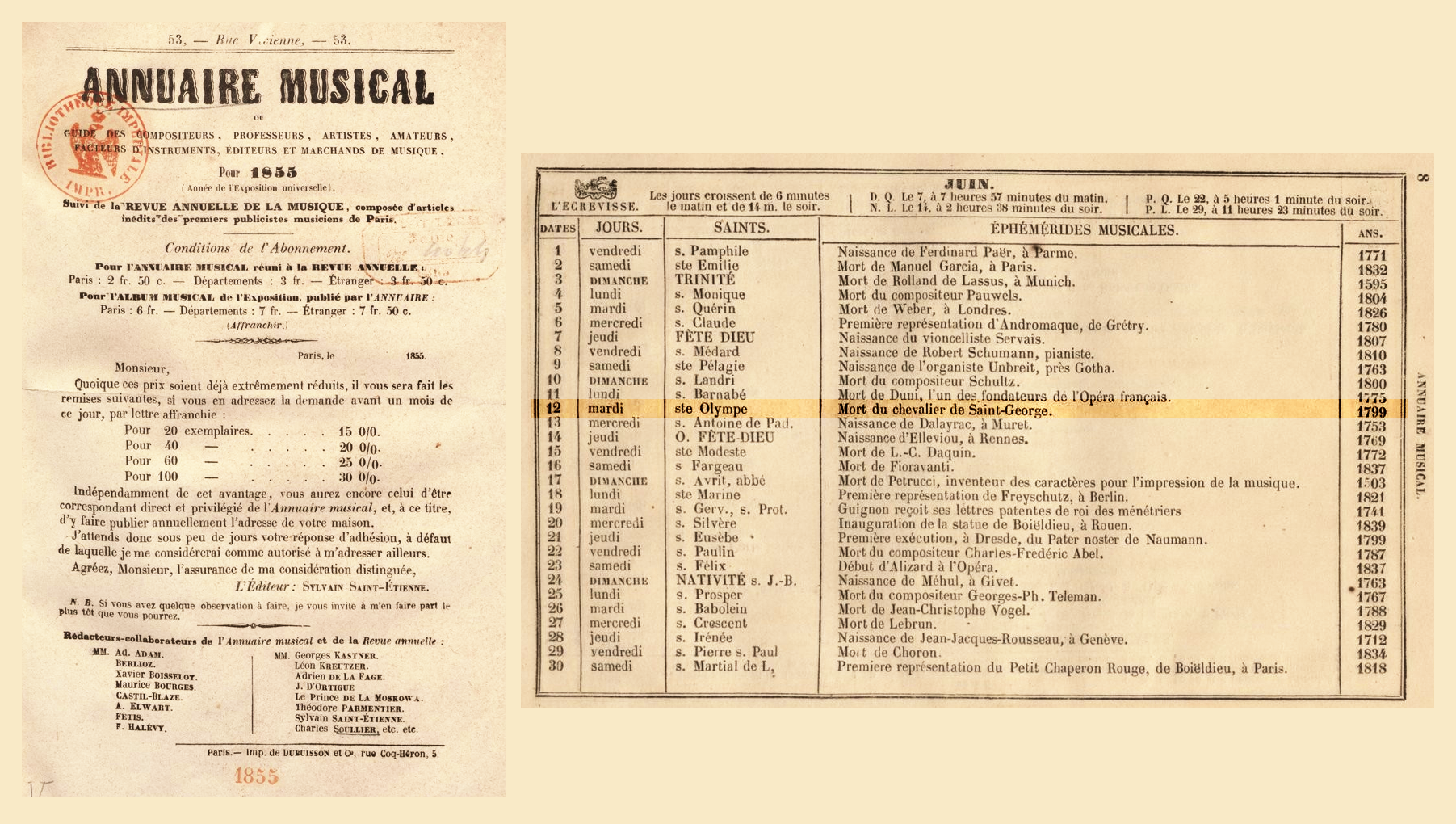
L'Annuaire musical pour 1855 indique le décès du chevalier de Saint-George au mardi 12 juin 1799.

Jean Maurice Verdot et Pierre Bégat quant à eux indiquent la date du 12 juin 1799.
Pierre Bardin déclare en janvier 2009 avoir découvert un rapport qui atteste de l’admiration que les professionnels des armes vouaient au chevalier de Saint-George. Ce document confirmerait que le Chevalier de Saint-George n’est pas mort abandonné de tous et oublié.
Joseph Bologne de Saint-George meurt dans la tourmente de la Révolution française alors que Bonaparte recueille le pouvoir. On a perdu la trace de sa sépulture. La retrouver aujourd'hui est un jeu de piste dans lequel se sont investis des généalogistes. Ainsi, Pierre Bardin a publié une copie dactylographiée d'un document concernant l'inhumation du chevalier de Saint-George qui serait enterré au Temple de la Liberté et de l’Égalité, appelé auparavant l’église Sainte Marguerite, débaptisée comme nombre d’églises sous la Révolution.

## Postérité, oubli et mémoire

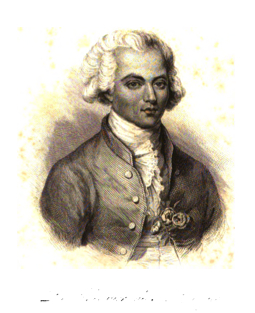
Le Chevalier de Saint-Georges, portrait en buste par Eugène de Beaumont.

On entend par postérité trois ensembles de faits : les descendants biologiques ou adoptifs d'un même individu, les héritiers de pratiques intellectuelles, artistiques, sportives dans le cas de Saint-George, les générations qui ont suivi un événement, en l'occurrence le mouvement de promotion sociale des esclaves des Nouveaux Mondes et l'émergence d'une élite métis en Europe occidentale.
L'hypothèse la mieux partagée entre les chercheurs, les amateurs et le public est que Joseph Bologne de Saint-George a été volontairement mis aux oubliettes de l'histoire à cause de la couleur de sa peau et de sa catégorie sociale d'origine ; l'esclavage et la couleur noire de l'épiderme étant fortement corrélées durant le XVIIIe siècle. Le travail pionnier de Emil F. Smidak, utilisant toutes les ressources archivistiques accessibles à son époque, montre que la documentation sur Saint-George n'était point cachée aux historiens qui souhaitaient réfléchir sur les questions posées par les conditions sociétales de la vie de Saint-George.
Il ne semble pas que Saint-George ait eu une descendance biologique. Les recherches déjà publiées laissent entrevoir que sa musique n'a pas été orpheline au XIXe siècle et en 1936 l'enregistrement du rondo en Staccato pour violon intitulé Les Caquets ouvre la voie à une abondante discographie. En matière sportive, l'escrime de Saint-George n'a pas connu d'éclipse jusqu'à ce jour.
Plusieurs articles biographiques avancent, de nos jours, que Saint-George connaît une deuxième mort après que le général Bonaparte, aurait fait brûler une partie de ses œuvres[réf. nécessaire]. Saint-George aurait alors été jeté aux oubliettes de l’histoire, sa musique cessant d’être jouée. Nul document ne corrobore ces dires. Laure Tressens et Vincent Podevin-Bauduin, auteurs d’une monographie, intitulée Le Fleuret et l’Archet, publiée lors d’une exposition à La Guadeloupe pour célébrer le 200e anniversaire de la mort de Saint-George, sont plutôt d’avis que « Saint-Georges fut avant tout un musicien de son époque... La musique des années 1770-1790 se caractériserait par sa légèreté et son charme et le romantisme qui devait triompher par la suite préférant, aux concerts galants, les grands développements des symphonies… »[réf. nécessaire].
D'après Pierre Bardin, « sa musique subit le même relatif oubli que celles écrites par Vivaldi, Bach, Mozart, Rameau ou Jean-Marie Leclair, supplantées dans le goût du public, et c’était normal, par Beethoven, Schubert, Liszt, Chopin ou Berlioz. »[réf. nécessaire].

### Biographies
Depuis le XVIIIe siècle, les biographies de Saint-George, ainsi que les articles de la presse d'époque sur ses activités sportives et musicales, comme sur l'actualité mondaine, se révèlent nombreuses. Bien que plusieurs auteurs affirment que Saint-George aurait été oublié au XIXe siècle, son souvenir perdure cependant bien après sa mort.

#### Biographies auXVIIIesiècle
Les littératures des XVIIIe siècle et XIXe siècle nous renseignent encore assez mal sur l'identité de Saint-George, mais elles nous livrent des informations précieuses sur l'accomplissement personnel, sportif, musical et militaire de cet homme qui a connu tous les états de la condition humaine à son époque.
Le récit de vie de Saint-George est comparable à celui d'un autre Américain Julius Soubise en Angleterre ou encore à la saga d'Abraham Hannibal et de son arrière-petit-fils Alexandre Pouchkine dans la Russie tsariste. Ceux-ci ont eu un destin exceptionnel, mais de la Paix d'Utrecht en 1713 à la Révolution française en 1789, une population de plus de 5 000 personnes d'origine africaine se constitue en France dont les conditions d'existence contrastent avec celle de cette Middle class.
En 1780, alors que Saint-George est dans ses trente-cinq ans, Jean-Benjamin de La Borde écrit déjà un récit de vie avec son parcours presque complet. Les paroles d'Ernestine sont attribuées au chevalier Sainson :

« Saint-georges (M. de), attaché à Monseigneur le Duc d'Orléans, est peut-être de tous les hommes celui qui est né avec le plus de talents différents. Personne n'a porté à un plus haut degré l'art d'exécuter tous les exercices du corps, & surtout celui de faire des armes. M. de Saint-Georges est depuis plusieurs années à la tête du Concert des Amateurs & c'est un de ceux où la musique est rendue avec le plus de précision & de nuances. Ce célèbre Amateur réunit à tous ses talents le mérite peu commun d'une grande modestie & de la plus grande douceur.
Il a composé des sonates, des symphonies Se des concerts qui lui ont mérité de justes applaudissements. Son opéra-comique d'Ernestine, paroles de M. le Chevalier Sainson, a été donné à la Comédie Italienne en 1777, & est rempli de morceaux charmants. »

— Jean-Benjamin de La Borde.

#### Invention de la saga saint-géorgienne auXIXesiècle

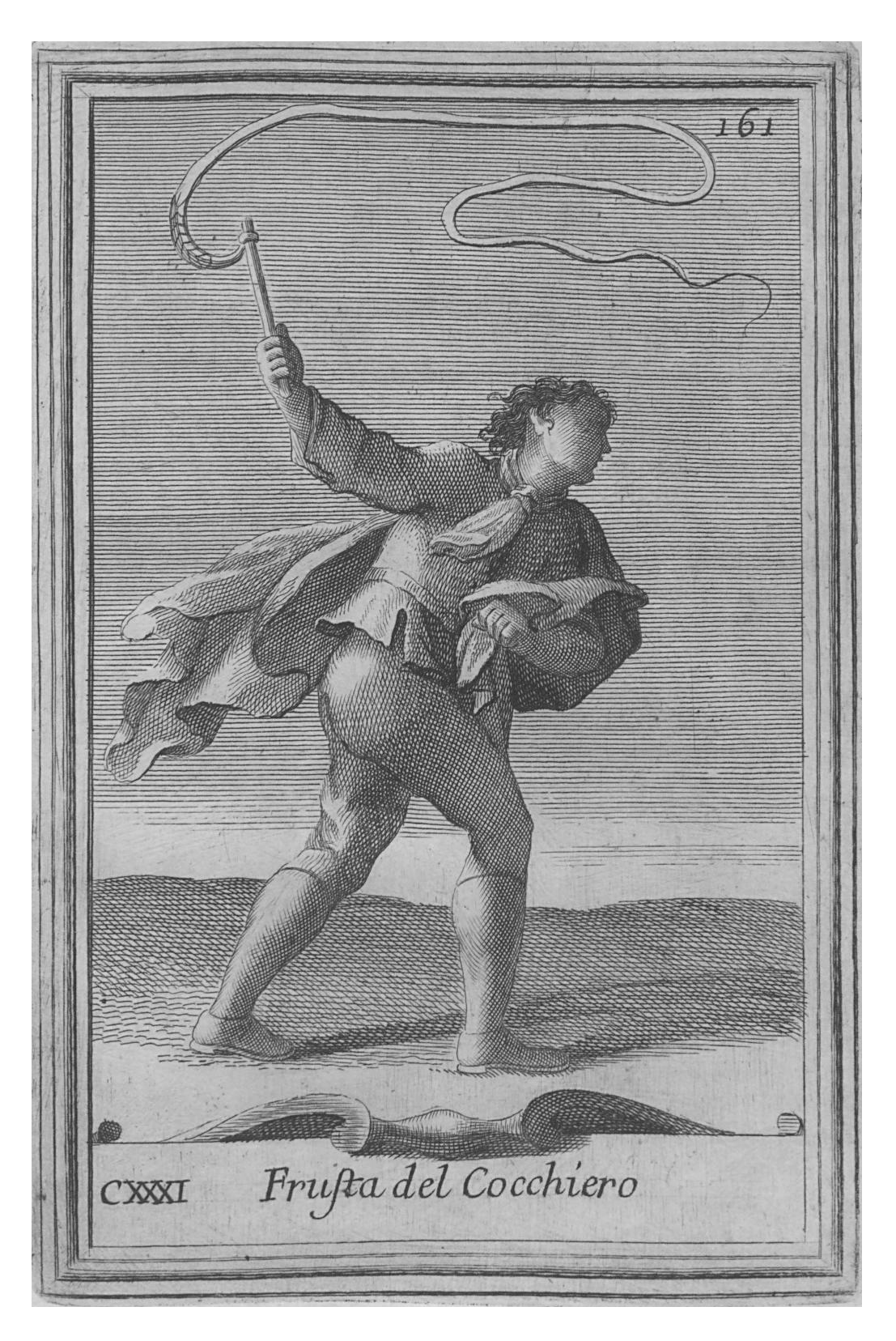
Le fouet du cocher, instrument de musique dans Filippo Buonanni.- Gabinetto armonico.

Roger de Beauvoir peut être considéré comme le premier biographe du chevalier de Saint-George et l'inventeur de la saga saint-géorgienne au XIXe siècle avec son roman en quatre volumes « Le Chevalier de Saint-Georges » et ses rééditions tout au long de la seconde moitié du XIXe siècle. Avant le roman fleuve de Beauvoir, des notices avaient été publiées parmi lesquelles il faut distinguer la notice de La Boëssière fils et celle de Henry Angelo, fils de Domenico Angelo (en) qui traitent des performances de Saint-George fleurettiste et duelliste.
La biographie Michaud, de 1825 a un contenu classique et met l'accent sur les compétences et qualités de Saint-George.

« SAINT-GEORGE (Le chevalier De), né à la Guadeloupe, le 25 décembre 1745, fut amené fort jeune en France par M. de Boulogne, fermier-général, son père, qui l'avait eu d'une négresse. À cet âge, il étonnait déjà les maîtres qu'on lui avait donnés, par sa facilité à apprendre. A treize ans, il fut mis en pension chez Nicolas Texier de La Boëssière, qui tenait une célèbre salle d'armes, et qui a formé un grand nombre d'élèves : mais le plus distingué, sans contredit, est Saint George, que ses contemporains surnommèrent l'inimitable. […] À quinze ans, il battait les plus forts tireurs : à dix-sept, il avait acquis une prestesse de mouvement qui déconcertait les plus grands maîtres. La nature semblait avoir tout fait pour le jeune créole : à vingt-cinq ans, il était parvenu à la plus belle-taille (5 p. 6 p.), très-bien fait, d'une force de corps et d'une agilité prodigieuses. Jamais personne n'a déployé plus de grâce sous les armes ; et il n'excellait pas moins dans tous les autres exercices du corps : personne ne pouvait l'atteindre à la course ; il dansait avec un agrément merveilleux ; montait à cru les chevaux les plus difficiles ; et l'hiver, quand la glace fermait les rivières, c'était un passe-temps pour la haute société que d'aller voir patiner Saint-George, tant il avait perfectionné un art aussi frivole. Enfin, dans un concert, nul ne le surpassait sur le violon. Il était alors un des directeurs d'une société musicale très en vogue, et connu sous le nom de Concert des amateurs. Son aptitude pour la musique était telle, qu'il exécutait parfaitement un air avec son fouet. Tant d'avantages, joints à un esprit vif et orné, à un excellent ton, à une bonté véritable, ménagèrent à ce brillant créole la jeunesse la plus heureuse… »

— Louis-Gabriel Michaud.
En 1838, Le Dictionnaire de la conversation et de la lecture fait mourir Joseph Bologne de Saint-George en 1801 et lui donne pour père Boillongne de Préminville.
François-Xavier Feller (1735-1802), consacre à Saint-George une notice dans sa Biographie universelle ou Dictionnaire historique des hommes qui se sont fait un nom. Le nom de Saint-George, né en 1745 du Sieur Bologne, fermier général, est écrit sans « s » en 1849. Mais, dans le vol. 4 du Supplément au dictionnaire historique édité en 1820, Saint-George prend un « s ».
« Les supercheries littéraires dévoilées », publiées en 1869 par Joseph-Marie Quérard donnent une version inattendue de la biographie de Saint-George à propos de la parution du roman bibliographique de Roger de Beauvoir :

« Le chevalier de Saint-Georges, personnage historique de la fin du dix-huitième siècle, était un esclave né à la Martinique ; il se sauva de la colonie, vint en France, et, par de belles qualités, des talents et du courage, se créa une honorable position : il fut attaché au duc d'Orléans, père du roi actuel, mérita le surnom de Don Juan noir, et mourut, comme il était né, à un quatrième étage, pauvre, oublié. (Joseph-Marie Quérard) »

.

#### Biographies auxXXesiècleetXXIesiècle
Dans sa biographie de François-Joseph Gossec, Claude Role brosse, en un paragraphe, le personnage Saint-George, quand, de l'aveu même de Claude Role, Beauvoir rédige quatre volumes.

« Quel personnage que ce chevalier ! Il ne faut pas moins de quatre in-quarto à son biographe Roger de Beauvoir en 1840, pour narrer les aventures qui lui sont advenues. Né à la Guadeloupe en 1738, mulâtre, fils d'un contrôleur des finances royales, il est en France aux alentours de 1758. Il se prend de passion pour la musique et en peu de temps, se révèle aussi bon violoniste qu'escrimeur. Un temps élève du vieux Jean-Marie Leclair, Saint-George rencontre Gossec. Leur faible différence d'âge les incline à une amitié où entrent en compte les services rendus et l'avantage qu'offre à Gossec un ami connu de l'aristocratie. Saint-George fréquente les Loges, bénéficiant, en tant qu'homme de couleur, d'une dispense octroyée par le Duc d'Orléans. »

— Claude Role
La biographie publiée par Emil Smidak en 1996 a donné une épaisseur historique aux légendes entretenues autour du personnage de Saint-George par la publication, dans l'ouvrage même, de documents d'archives, relançant ainsi la quête du vrai Saint-George dans son époque. Depuis cette publication, la renommée de Saint-George n'a fait qu'augmenter au fur et à mesure des publications d'auteurs français et américains.

### Manifestations culturelles autour de Saint-George
Les premières manifestations culturelles autour de Saint-George ont lieu au XVIIIe siècle à travers l'art de l'escrime de Saint-George, son art du violon, de la musique et des sports. Saint-George est reconnu par la société de son époque, de la famille royale aux visiteurs du Palais Royal en passant par les plus grands maîtres d'armes français et internationaux. Le tableau peint par Mather Brown, gravé par William Ward en est un témoignage précieusement conservé par Henry Angelo, maître d'armes à Londres et biographe du chevalier.
Au XIXe siècle, c'est à travers l'escrime que Saint-George est honoré et principalement par la communauté des escrimeurs, y compris Alexandre Dumas. Au cours de la première décennie du XXIe siècle, le public français et international découvre la musique de Saint-George.

### Postérité

#### Ballets, concerts et opéras
- 2005 : En 2005, Alain Guédé a écrit un livret d’opéra sur la vie et l’œuvre de Saint-George, intitulé Le Nègre des Lumières, selon la méthode du pasticcio du XVIIIe siècle. Créé sur la scène de l’Opéra-Théâtre d’Avignon le 9 octobre 2005[159], l'opéra a été repris à Créteil le 10 janvier 2009[160]. Un spectacle d'après l'œuvre d'Alain Guédé est programmé au théâtre Mogador le 12 décembre 2009[161]. Le 25 septembre 2009, France Ô diffuse l'opéra en deux actes Monsieur de Saint-George, le Nègre des Lumières, Livret de Alain Guédé. Musique du Chevalier de Saint-George. Direction musicale Bertrand Cervera. Avec Mowgli Laps (Saint-George), Marlène Assayag (Louise), Sophie Fournier (la reine).
- 2006 : En 2006, la Compagnie Prodanza, a créé à La Havane un ballet, intitulé El Mozart Negro, sur des extraits d’œuvres du chevalier de Saint-George. L’agression subie par Saint-George dans les rues de Paris a inspiré une chorégraphie duelliste entre Saint-George et les gardes du Roi.
- 2007 : Saint-George en concert à l'Assemblée nationale. Commémoration de l'abolition de la traite négrière et de l'esclavage, 10 mai 2007[162].
- 2009 : Le samedi 13 juin 2009 aux Greniers du Roy[163], à Villemur-sur-Tarn, Paris Classik au Greniers du Roy avec Saint-Georges et Vivaldi concertants[164]. Le concert organisé par l'Association Art C'Ange de Villemur-sur-Tarn[165] a eu lieu en présence de Monsieur le Maire Jean-Claude Boudet.
- 2011 : Le lundi 2 mai 2011 au théâtre Marigny à Paris, en présence de 1000 invités, dont de nombreuses personnalités, concert de l'orchestre du chevalier de Saint-George, solistes Hugues Borsarello, Romain Sénac, violon, Emmanuel Blanc, alto, Marie van Rhijn, clavecin, en ouverture de la projection en avant-première du film de Claude Ribbe Le chevalier de Saint-George (première diffusion sur France 3 le 10 mai 2011).

#### Spectacles et expositions
- 2000 : 19 janvier 2000 - 30 mars 2001. Le Fleuret et l’Archet, le Chevalier de Saint-George créole dans le siècle des Lumières, Archives départementales de la Guadeloupe, Bisdary, Gourbeyre. Catalogue de l’exposition, 60 pages[166].
- 2004 : À l’automne 2004, un spectacle[167] écrit par Claude Ribbe, mis en scène par Bartabas et consacré à Saint-George, est joué à Versailles devant 50 000 spectateurs.
- 2007 : Les 10 mai 2007 et 11 mai 2007, à l’occasion de la journée de Commémoration Nationale des Abolitions de l’Esclavage et des Traites[168], instituée par la loi Taubira, le collège Victor-Hugo de Saint-Yorre a donné un spectacle retraçant la vie et l’œuvre du Chevalier de Saint-George.
Le titre annexe de ce spectacle était La Table de marbre, nom d’une ancienne juridiction de l’Ancien Régime[169] : spectacle total avec des scènes de théâtre, musique, ballet, assauts de fleuret, danse, chœurs et orchestre.
Ce spectacle a valu au collège Victor-Hugo le prix des droits de l'homme – René-Cassin 2007[170].
- 2024 : le 1er juin, à l'occasion de la Nuit Blanche organisée par la mairie de Paris, a eu lieu un spectacle d'envergure en hommage au Chevalier de Saint -George, « Saint-George en mouvement(s) », au Carreau du Temple, réunissant l'Orchestre de la Garde républicaine, une dizaine d'escrimeurs et 25 danseurs ; Johanna Malédon à la direction chorégraphique et le violoniste Romuald Grimbert-Barré à la direction musicale et soliste[171].

### Hommages

#### Lieux
- En 1912, à Basse-Terre, une rue porte le nom du Chevalier de Saint-Georges.
- En décembre 2001, la rue Richepanse (du nom du général ayant rétabli l’esclavage à la Guadeloupe sur ordre de Bonaparte) partagée entre le 1er arrondissement de Paris (numéros pairs) et le 8e arrondissement de Paris (numéros impairs), a été débaptisée pour devenir la rue du Chevalier-de-Saint-George, la plaque mentionne toutefois une date de naissance erronée (1739, au lieu de 1745).

#### Saint-George dans la littérature
Le nom et les exploits de Saint-George paraissent dans plusieurs romans de Balzac.
Alexandre Dumas met en scène Saint-George dans La pièce d’eau des Suisses, chap. IX, du Collier de la Reine, publié en 1849 : « Parfois un cri d’admiration part du milieu de l’assemblée. C’est que Saint-Georges, le hardi patineur, vient d’exécuter un cercle, si parfait, qu’un géomètre en le mesurant n’y trouverait pas un défaut sensible. »
Roger de Bully, dit Roger de Beauvoir, publie à la fin de 1840 un roman de fiction historique à succès, intitulé Le Chevalier de Saint-Georges, qui est un roman dans la veine des œuvres d’Alexandre Dumas. Ce roman sera réimprimé à plusieurs reprises au cours du siècle. Cette même année 1840, Roger de Beauvoir fait jouer au théâtre des Variétés une adaptation théâtrale de son roman en signant ce texte avec Anne-Honoré-Joseph Duveyrier dit Mélesville, auteur de théâtre et metteur en scène.
En 1841, Louise Fusil publie ses Souvenirs d’une actrice et parle avec admiration du charisme de Saint-George qui fut son partenaire.
Dans le premier tome de ses Mémoires (1891), le général Marcellin Marbot prétend que le général Augereau, sous les ordres duquel il servit durant de longues années, « avait fait mettre les pouces au célèbre Saint-Georges », bien que Saint-Georges fût lui-même considéré à cette époque comme « la plus forte lame de France » ou « une des meilleures lames de France ». Il est à préciser qu’Augereau est plus jeune que Saint-George de plus de 10 ans.
En 1919, The Musical quarterly publie un article où il est affirmé que Saint-George « was given the Christian name of Joseph Boulogne Saint-George. Is this the origin of the surname “Saint-George” under which he became famous? No historical document exists which might authenticate the fact ».
En 1922, Lionel de La Laurencie, dans son École française du violon de Lully à Viotti, consacre un long développement sur la vie et l’œuvre musicale de Saint-George.

#### Films
- Le Mozart Noir : Reviving a Legend, un film de Raymond St-Jean avec Kendall Knights dans le rôle du Chevalier de Saint-Georges, 2003[177].
- Marie-Antoinette, film de Sofia Coppola sorti en 2006 où le chevalier de Saint-George apparaît comme le professeur de musique de la reine, à ses côtés au clavecin, dans un rôle de figuration sans réplique[178],[179].
- Le Chevalier de Saint-George, un film de Claude Ribbe, docu-fiction de 52 minutes, coproduction Ortheal France Télévisions ; première diffusion sur France 3 le 10 mai 2011 à 23 h 50.
- Chevalier, un film Stephen Williams avec Kelvin Harrison Jr. dans le rôle du Chevalier de Saint-Georges, 2022.

#### Séries
- Dans la série Marie-Antoinette, le rôle du Chevalier de Saint-Georges est incarné par Yoli Fuller, 2022.

#### Numismatique
Chevalier de Saint-George figure sur une pièce de 10 € en argent éditée en 2012 par la Monnaie de Paris pour représenter sa région natale, la Guadeloupe.

#### Musique
- En 2009, le Festival international de musique Saint-Georges est créé à l'initiative du chef d'orchestre et pianiste Marlon Daniel (en), spécialiste de la vie et de la musique de Joseph Bologne de Saint-Georges, et directeur artistique et musical du festival, de Catherine Pizon et de Jean-Claude Halley, président de l'Association pour l'étude de la vie et de l'œuvre du chevalier de Saint-George. Cet événement donne naissance à une Association pour le développement du Festival international Saint-Georges. La première édition du festival a eu lieu en Guadeloupe du 22 au 25 avril 2010[180].
- En 2011, Claude Ribbe crée à Paris, autour d'une vingtaine de musiciens professionnels jouant sur instruments d'époque, l'orchestre du chevalier de Saint-George, qui se consacre principalement à la musique du chevalier de Saint-George, et qui a enregistré la bande originale du film Le Chevalier de Saint-George pour France 3.
- En 2016, l'opéra[Lequel ?] a été repris par Marlon Daniel. La représentation, qui marquait la première américaine de l'œuvre complète, a eu lieu au Charleston Gaillard Center, en Caroline du Sud. Cet événement marquait la première représentation intégrale de l'opéra, 236 ans après sa composition[réf. souhaitée].
- En 2019, Jacques Martial a mis en scène au musée MemorialACTe en Guadeloupe un concert scénique avec Dominique Bernard, Romuald Grimbert-Barré, Jens Barnieck et la musique de Saint-George.
- En 2024, le Concerto pour violon en ré majeur, opus 3, N°1: Adagio est samplé dans le titre Daughter de Beyoncé, album Cowboy Carter[181].

## Œuvres enregistrées

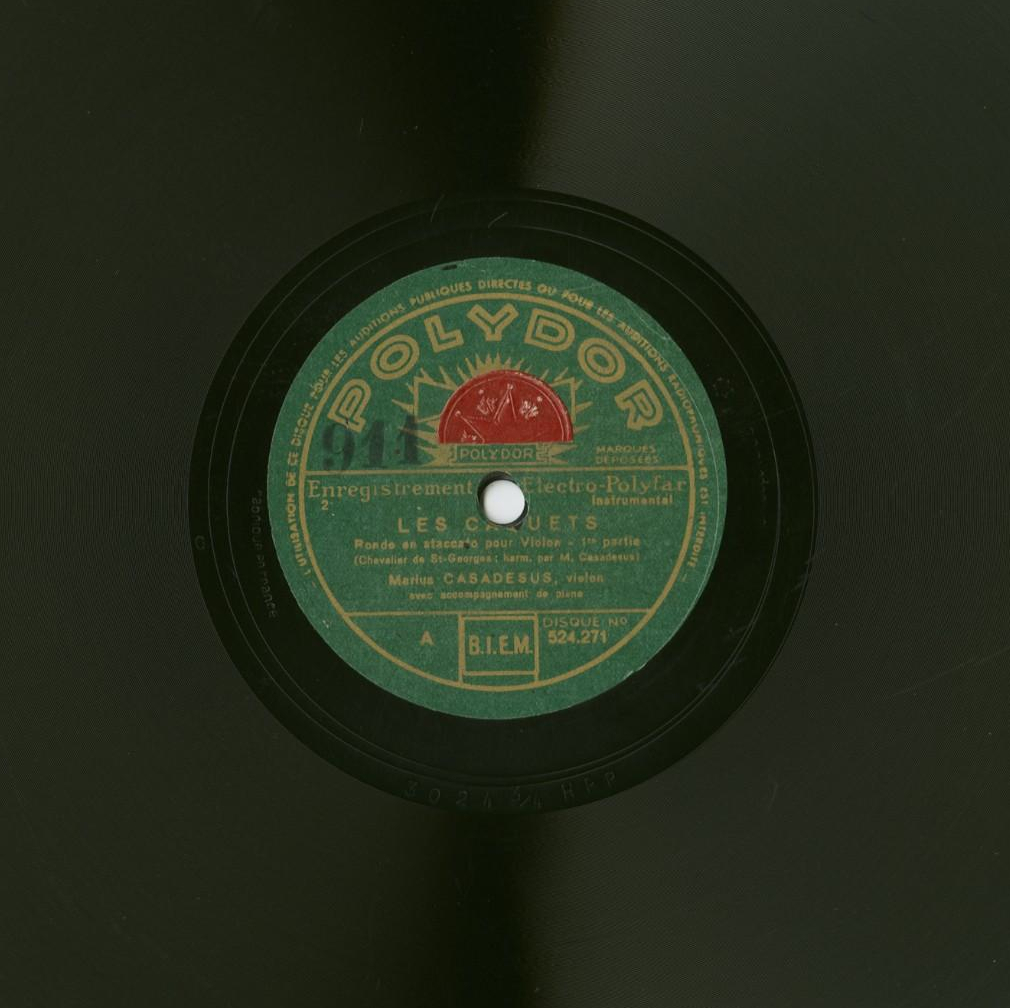
Les Caquets, disque Polydor 1936.

Au tournant des XXe et XXIe siècles, deux publications de la Fondation Avenira, Joseph Boulogne, nommé Chevalier de Saint-Georges de Emil F. Smidak et Le Chevalier de Saint-George, enregistrement de l'intégrale de ses symphonies concertantes, relancent l'intérêt pour la vie et l'œuvre du Chevalier de Saint-George. Depuis 1996, la connaissance de cette figure des sociétés européennes du XVIIIe siècle n'a cessé de croître dans le monde entier. L'intensité des recherches en sciences humaines & sociales sur sa vie et son œuvre, les nombreuses interprétations de ses compositions musicales, sur CD ou en concert, ont mis la musique de Saint-George à portée de tous. L'œuvre musicale répertoriée par la BNF est aujourd'hui très complète et, depuis 2015, l'International Music Score Library Project tient la Liste des œuvres de Joseph Bologne de Saint-George qui appartiennent au domaine public depuis le XIXe siècle.

### L'Amant anonyme(1780)
L'Amant anonyme est enregistré par le Haymarket Opera Company, dirigé par Craig Trompeter à l'Opera Hall de l'Université DePaul (Chicago), en juin 2022, pour le label américain Cedille Records (en) (CDR 90000 217) (OCLC 1374157146).

### Les Caquets(1783)
Les Caquets, rondo en Staccato pour violon accompagné de piano composé en 1783, harmonisée et interprété par Marius Casadesus en 1936, à l'occasion du Tricentenaire du rattachement de la Guadeloupe, de la Martinique et de la Guyane à la France, (1935-1936), constituent la première trace d'un enregistrement d'une œuvre de Saint-George dans les Archives nationales française. Marius Casadesus, au violon, accompagné par l'orchestre de l'Opéra, a joué ce morceau le 14 novembre 1936, en présence du président de la République et devant l'élite politique, culturelle et coloniale française rassemblés à l'Opéra de Paris pour cette commémoration le 14 novembre 1936. La partition est éditée par les Éditions Max Eschig, Paris, en 1939.

### Symphonies Concertantes
- 1998 - Le Chevalier de Saint-George, Intégrale des Symphonies Concertantes, AV 9985 2F-AV 9989 2 F (enregistrement audio), Fondation Avenira, Lucerne, 1998, [lire en ligne]..

### Le chevalier de Saint-George, choix de musique
Le chevalier de Saint-George, choix de musique pour la Reine Marie-Antoinette, bande originale du film Le chevalier de Saint-George, orchestre du chevalier de Saint-George, Orthéal, 2011 (ortheal 2011) rassemble un choix des œuvres de Saint-George.

## Notices musicographiques
La plus récente critique de l'œuvre musicale de Saint-Georges est le résultat du travail de Michelle Garnier-Panafieu, professeur à l'Université Rennes-II, dans sa publication Un contemporain atypique de Mozart (2e trimestre 2011).
Deux musicologues rédigent au XIXe siècle des notices à propos de Saint-George : le duo Alexandre-Étienne Choron et François-Joseph-Marie Fayolle en 1817 et le solo François-Joseph Fétis en 1867.
Alexandre-Étienne Choron et François-Joseph-Marie Fayolle sont laconiques :

« SAINT-GEORGES (le chevalier de), né à la Guadeloupe, mourut à Paris en 1801, dans un état voisin de l'indigence. Également habile dans tous les exercices du corps, il avait la réputation d'excellent tireur d'armes, de bon nageur, et de virtuose sur le violon. Il a dirigé le Concert des Amateurs en 1770, avec le plus grand succès.
Il a composé un œuvre de sonates pour le violon et des concertos, auxquels il donnait du prix en les exécutant. En 1778, il avait fait représenter, à la Comédie-Italienne, La Chasse, opéra-comique en un acte. Ce deuxième essai du compositeur était supérieur au premier. »

— Alexandre-Étienne Choron et François-Joseph-Marie Fayolle
Malgré sa brièveté le texte de Choron & Fayolle apporte des éléments sur la vie de Saint-George. Les deux hommes le confirment : Saint-George serait bien né en Guadeloupe. Sa date de naissance reste dans l'ombre mais il est précisé 1801 pour l'année de son décès ce qui nous interroge de la part de musicologues contemporains de Saint-George. Les deux auteurs sont prudents avec la réputation de « l'inimitable ». Ils soulignent la virtuosité du violoniste capable de donner aux œuvres, fût-ce les siennes, « du prix en les exécutant » mais dont les compositions s'améliorent avec le temps et le travail. Enfin, Choron & Fayolle confirment avec Honoré de Balzac que Saint-George n'a pas toujours vécu dans l'opulence :

« — Mais, Augustine, vous ne savez donc pas ce que c'est qu'un peintre ? s'écria sa mère avec horreur.
— Madame Guillaume ! dit le vieux père en imposant silence à sa femme. Augustine, dit-il, les artistes sont en général des meure-la-faim. Ils sont trop dépensiers pour ne pas être toujours de mauvais sujets. J'ai fourni feu M. Joseph Vernet, feu M. Lekain et feu M. Noverre. Ah ! si tu savais combien ce M. Noverre, M. Le chevalier de Saint-Georges, et surtout M. Philidor ont joué de tours à ce pauvre père Chevrel ! C'est de drôles de corps, je le sais bien. Ça vous a tout un babil, des manières… Ah ! jamais ton monsieur Sumer… Somm…
— De Sommervieux, mon père !
— Eh bien ! de Sommervieux, soit ! Jamais il n'aura été aussi agréable avec toi que M. Le chevalier de Saint-Georges le fut avec moi, le jour où j'obtins une sentence des consuls contre lui. Aussi était-ce des gens de qualité d'autrefois. »

— Honoré de Balzac.

## Dans la fiction
Du roman de Roland Brival, Yolande Aline écrit qu'il « a écrit une fiction fascinante sur l'ascension et la chute du Chevalier de Saint-Georges ».